# Guerre du Rif
Batailles
La guerre du Rif (en espagnol Guerra del Rif) est une succession de conflits armés qui a eu lieu de 1921 à 1927 et a opposé d’un côté les troupes coloniales espagnoles, auxquelles se joignent en 1924 les troupes françaises et chérifiennes, et de l’autre les tribus berbères de la région montagneuse du Rif dans le Nord du Maroc.
Une action militaire rifaine survenue en 1909, où des ouvriers espagnols occupés à construire un pont ferroviaire vers les mines de fer aux environs de Melilla furent attaqués par des rifains, fait figure d’amorce au conflit. Cet incident incita l’Espagne à dépêcher un important renfort de troupes, tandis qu’une série d’escarmouches allait coûter la vie, dans les semaines suivantes, à plus d’un millier d'Espagnols. En septembre, l’armée espagnole, qui avait engagé 40 000 soldats dans le Nord du Maroc, s’était rendue maître des régions montagneuses au sud et au sud-est de Melilla. Dans le Pays Jbala, c’est-à-dire la partie Nord-Ouest du Maroc, les opérations militaires débutèrent en 1911 avec le débarquement de Larache, suivi par les efforts de l’Espagne pour occuper (« pacifier »), par un laborieux processus de conquête militaire et de consolidation politique poursuivi jusqu’en 1919, une bonne partie des zones les plus réfractaires et violentes. L’année suivante, le traité de Fès conclu entre la France et l’Espagne attribuait à cette dernière la zone septentrionale du Maroc au titre de protectorat. Cependant, les populations rifaines allaient dans la suite âprement résister à la mainmise espagnole, au long d’un conflit se prolongeant sur plusieurs années.
Sous la conduite du chef rifain Abdelkrim, les Rifains réussirent, par des tactiques de guérilla et à l’aide d’armes européennes capturées, à infliger dans un premier temps plusieurs revers aux forces espagnoles. En 1921, à la suite d’une imprudente tentative d’étendre vers Al Hoceïma l’emprise politique et militaire de l’Espagne sur la zone orientale, les troupes espagnoles, sous le commandement du général Silvestre, subirent une désastreuse défaite autour du camp retranché d’Anoual, suivie, dans le cadre d’une offensive générale menée par Abdelkrim, de la reddition successive de plusieurs fortins, contraignant les Espagnols à se replier dans quelques positions fortifiées proches de Melilla. Dans le même temps, Abdelkrim mettait sur pied un État indépendant, la république du Rif, laquelle fut capable, pour une période certes éphémère, de tenir en échec les deux puissances européennes. Ces événements, ainsi que la reconquête en 1922 et 1923 par l’armée espagnole du terrain perdu en 1921, précédèrent de peu l’instauration en septembre 1923 de la dictature de Primo de Rivera, qui prit personnellement en main la campagne du Rif entre 1924 et 1927. Parallèlement, au lendemain de la bataille de l’Ouergha de 1925, la France résolut d’intervenir dans le conflit, concluant avec l’Espagne une alliance qui aboutit au débarquement de troupes espagnoles à Al Hoceïma. Cette opération de grande ampleur, réputée être le premier débarquement amphibie de l’histoire militaire, mettant à contribution des chars et des avions, représente un tournant du conflit, attendu qu’il força Abdelkrim à capituler devant les Français et à choisir l’exil, et qu’il permit à l’Espagne en 1926 d’achever de soumettre à son autorité la zone qui lui avait été attribuée par le traité de Fès.
La guerre du Rif, considérée par les uns comme prélude au processus de décolonisation en Afrique du Nord, par les autres comme la dernière des guerres coloniales, a laissé des traces profondes dans la mémoire nationale tant de l’Espagne que du Maroc. 

## Contexte géographique

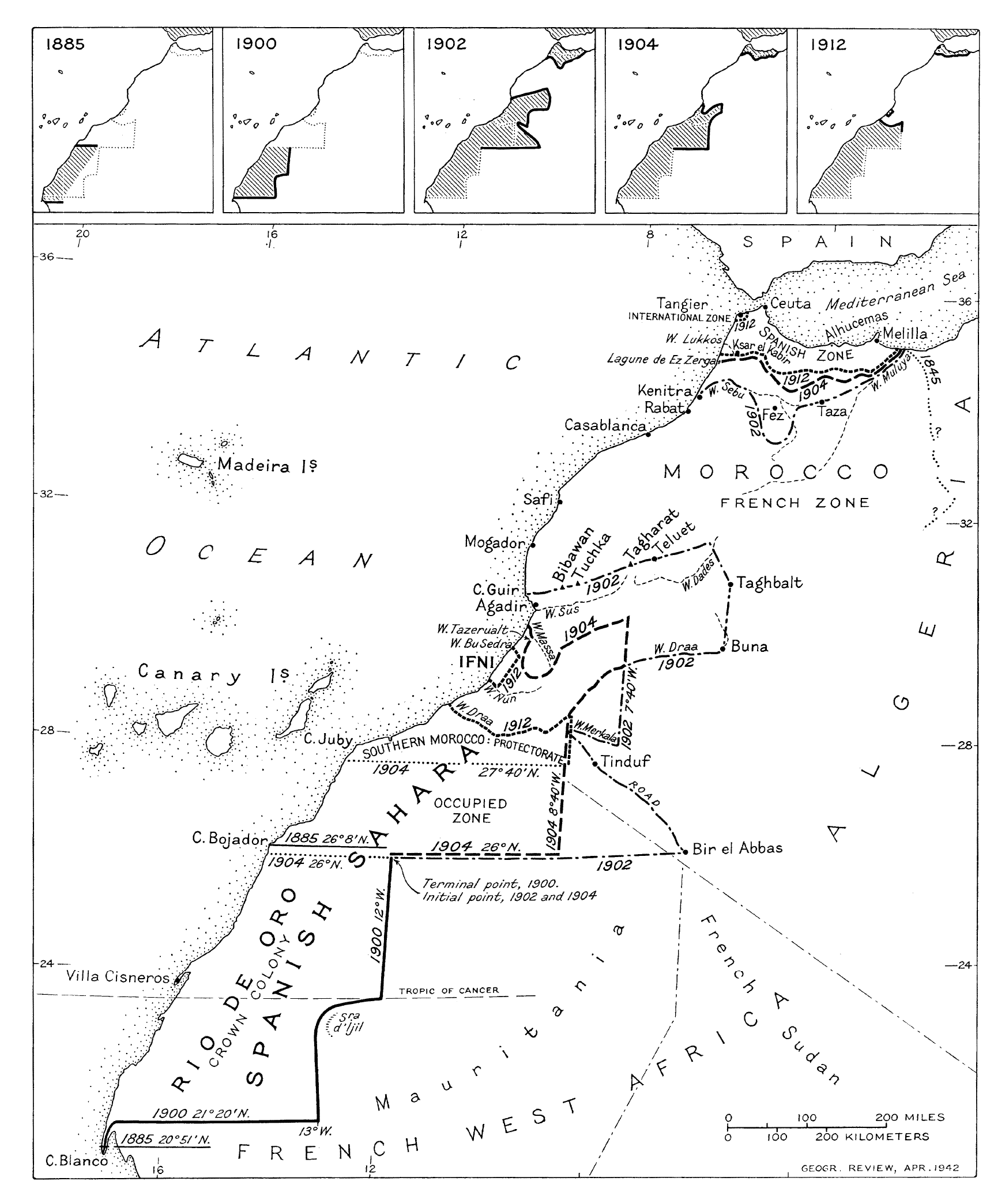
Carte figurant l’évolution territoriale de la zone sous tutelle espagnole au Maroc et dans le Sahara occidental entre 1885 et 1912.

Carte de 1920 représentant la partie nord de la « zone espagnole au Maroc », avec les effigies de González Tablas, Berenguer et Silvestre (ne figure pas sur la carte la partie sud de ladite zone, correspondant à Cabo Juby, c.-à-d. l’actuelle Tarfaya).

La zone nord du protectorat espagnol, telle qu’établie par le traité franco-marocain de Fès, puis de la convention franco-espagnole de Madrid de 1912, est couverte en partie par la chaîne de montagnes du Rif, qui est une des quatre chaînes du territoire marocain. Elle comprend alors, de l’ouest vers l’est, les subdivisions territoriales suivantes :
- la Jbala-Luxos entre Tanger au nord et Alcazarquivir (Ksar El Kébir) au sud (Rif occidental) ;
- la Gomara (ou Chaouen) entre Oued Laou au nord et Chaouen au sud (Rif occidental) ;
- le Rif central englobant la baie d’Al Hoceïma (anciennement Villa Sanjurjo) et enfin ;
- le Rif oriental ou Kert, de Midar à Berkane, comprenant Nador et Melilla (une partie du Rif oriental étant sous protectorat français et s’agissant de la province de Berkane et du nord des provinces de Taza, Guercif et Taourirt).

## Opérations militaires

### Soulèvement d’el-Raisuni
Le commandant espagnol Manuel Fernández Silvestre souhaite devancer une éventuelle poussée française vers Tanger et Larache. Il se heurte toutefois à un chef de guerre local, Mohamed ben Abdallah el-Raisuni, qui irrite les puissances occidentales par ses exactions pour son profit personnel (prise d’otages étrangers, libérés contre rançon), qui menacent la sécurité de la route de Tétouan. Après des combats dans l’oued Ras et Beni Sidel, il subit un échec face à Gonzalo Queipo de Llano à Alcazarquivir. Il se livre alors à une guérilla dans la Jbala et provoque des agitations dans la région de Melilla. Le Djebel Gurugu est à son tour menacé en 1916.

### Prélude à la bataille d’Anoual (1920-1921)

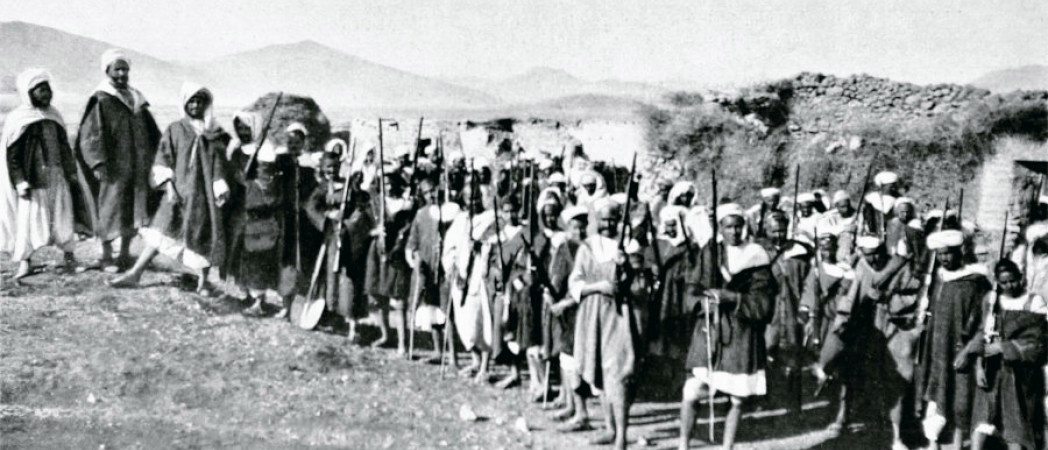
Combattants rifains (1922).

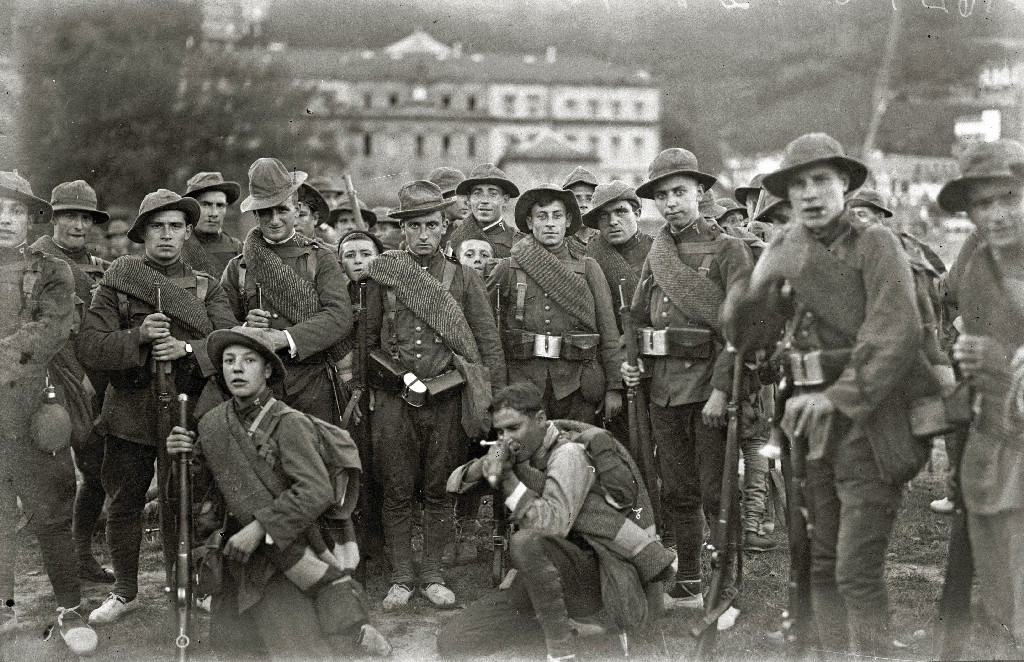
Troupes espagnoles regroupées sur la plage d’Ondarreta, près de Saint-Sébastien, en vue de leur engagement dans la guerre du Rif (1921).

Le 15 octobre 1920, les troupes espagnoles sous la conduite du général Castro Girona avaient occupé Chefchaouen dans le pays Jbala.
À l’Est, une armée espagnole sous la conduite du général Silvestre avait quitté Melilla début 1920 avec pour objectif de prendre le contrôle du Rif central et de la Baie d’Al-Hoceïma et mettre fin à l’opposition des confédérations rifaines,,,.
Ces dernières étaient réticentes à accepter l’autorité du Protectorat espagnol et l’opposition armée s’accentuait à mesure que les troupes de Silvestre avançaient vers le cœur du Rif. En août 1920, l’armée espagnole avait réussi à occuper sans encombre la zone allant de Midar à Melilla, ne rencontrant qu’une opposition sporadique des combattants rifains locaux, affaiblis par une disette qui frappait la région alors,.
Le 5 décembre 1920, les troupes espagnoles étaient entrées dans Ben Taïeb, sur le territoire des Aït Oulichek. Face à cette armée puissante, les chefs de la résistance locale préféraient opter pour la reddition,.
Début janvier 1921, les troupes espagnoles et leurs supplétifs locaux avaient pénétré sur le territoire des tribus Temsamane et Aït Touzine. Pour Silvestre, c’était un succès important puisqu’il avait doublé, en moins d’un an, le territoire contrôlé par l’Espagne. Anoual, petit village rifain à la frontière entre les Temsamane et Aït Oulichek, était le poste le plus avancé de l’armée espagnole. Mais il restait à soumettre les puissantes tribus du Rif central, en particulier celle des Aït Ouriaghel.
Alors que les troupes espagnoles s’installaient aux portes du Rif central, l’opposition armée rifaine s’organisait. La résistance rifaine était alors éparpillée en groupements armés hétéroclites, sans unité effective et sans instance dirigeante centrale. Bien qu’animés du même désir de préserver le Rif de la domination espagnole, il manquait à ces groupes armés un commandement capable de les unir. Certains chefs locaux tentaient tant bien que mal d’unir les différentes factions afin d’opposer un front commun aux Espagnols. Parmi ces chefs se trouvait Muhammad Ben Abdelkrim, fils d’un cadi (juge religieux) des Aït Ouriaghel, plus connu sous le nom d’Abdelkrim. En janvier 1921, Abdelkrim avait tenté de rallier à lui les résistants Aït Ouriaghel, Temsamane et Iboqayen. Des harkas (« groupes armés » en dialecte marocain) se formèrent avec pour objectif de bloquer l’avancée espagnole. Dans les marchés du Rif central, comme celui d’Aït Bouayach, on avait lancé l’appel au Djihad contre les envahisseurs,.
Début février 1921, Abdelkrim avait réussi à s’imposer comme leader, certes contesté, des Aït Ouriaghel. Cette tribu berbère était maintenant plus unie que jamais et déterminée à repousser l’avancée espagnole.
Un autre défi auquel était confrontée la résistance rifaine était le danger provoqué par les agissements des agents rifains payés par l’Espagne et qui travaillaient pour le Protectorat. Ces agents pro-Espagne devinrent la cible de la résistance rifaine et plusieurs furent assassinés à mesure que l’armée espagnole avançait. Par ailleurs, les conditions économiques étaient difficiles pour les Rifains centraux en raison notamment d’une pénurie alimentaire qui frappait la région. La faim poussait de nombreux clans rifains à déposer les armes et se soumettre aux autorités espagnoles,.
Dans les territoires du Rif oriental occupés par l’Espagne, l’opinion publique rifaine s’élevait de plus en plus contre les actes des soldats espagnols qui montraient peu de respect pour les habitants et les coutumes locales.
Fin février 1921, l’armée espagnole était proche de compléter son objectif de prendre le contrôle de la vallée du Nekor et de la Baie d’Al-Hoceïma. Les Temsamane et les Aït Touzine avaient commencé à se soumettre même si de nombreux clans de ces deux confédérations poursuivaient la résistance. Mais les troupes espagnoles étaient étirées à travers le Rif oriental, de Melilla à Anoual et cela représentait un danger pour l’armée comme l’avaient noté certains officiers espagnols,.
Malgré les avertissements d’officiers qui le mettaient en garde contre une avancée trop brusque, le général Silvestre avait décidé de poursuivre les opérations militaires. Le 12 mars 1921, Sidi Driss, localité située sur le littoral des Temsamane, fut occupée par l’armée espagnole. Cette occupation plongea la résistance rifaine dans une grande inquiétude. Mais la récolte du printemps 1921, qui fut excellente, ranima la volonté de résistance des Rifains. De nombreux Aït Touzine et Temsamane rejoignirent les rangs des combattants d’Abdelkrim. Ce dernier faisait de plus en plus l’unanimité parmi les Rifains, même si certains notables locaux se méfiaient de sa montée en puissance et certains résistants lui reprochaient ses relations passées avec les Espagnols. Abdelkrim séduisait les résistants avec ses capacités organisationnelles et ses idées militaires modernistes.
Début mai, selon des rapports militaires espagnols, les effectifs des combattants rifains s’élevaient à environ 1 300 hommes, répartis entre le Adrar Qama, chez les Temsamane et Azlaf, chez les Aït Touzine. Abdelkrim tentait d’obtenir, par divers moyens, des canons et des armes afin de fournir ses hommes. Des tranchées étaient creusées à Azlaf et chez les Temsamane.
Fin mai 1921, Abdelkrim avait nommé le Fqih Muhammed Ben Ali surnommé « Boulahya » (« Le Barbu ») en tant que responsable des troupes rifaines rassemblées sur le Adrar Qama, à Temsamane, en face de l’armée espagnole. Boulahya était originaire des Aït Touzine.
Au-delà des préparations militaires, Abdelkrim tentait d’organiser le Rif et d’établir les bases d’un État moderne, capable de résister à l’impérialisme européen mais aussi de construire des routes, exploiter les ressources minières et instaurer l’ordre dans une région en proie aux luttes intestines. Il mit fin aux vendettas claniques qui ravageaient le Rif en promettant de condamner à mort tout homme qui en tuerait un autre. En faisant cela, Abdelkrim voulait mettre fin aux divisions qui avaient longtemps empêché les Rifains de s’unir efficacement face à l’envahisseur,.

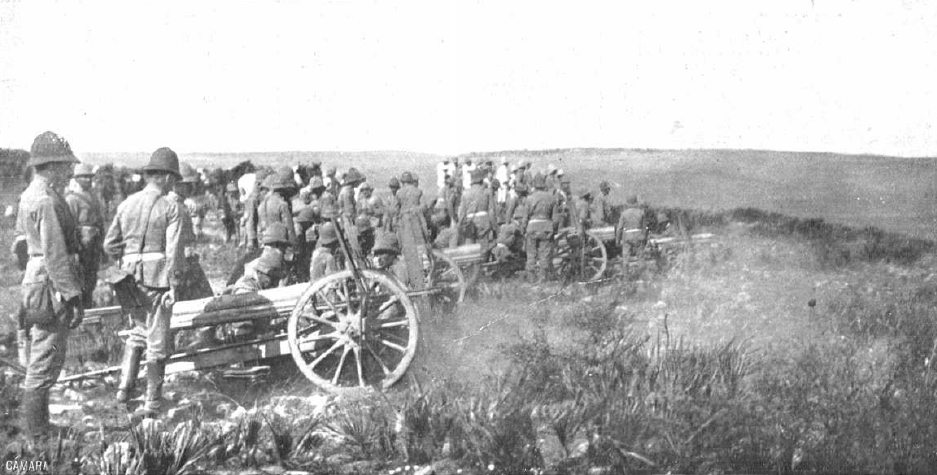
Artillerie espagnole sur la colline de Gaba (septembre 1913).
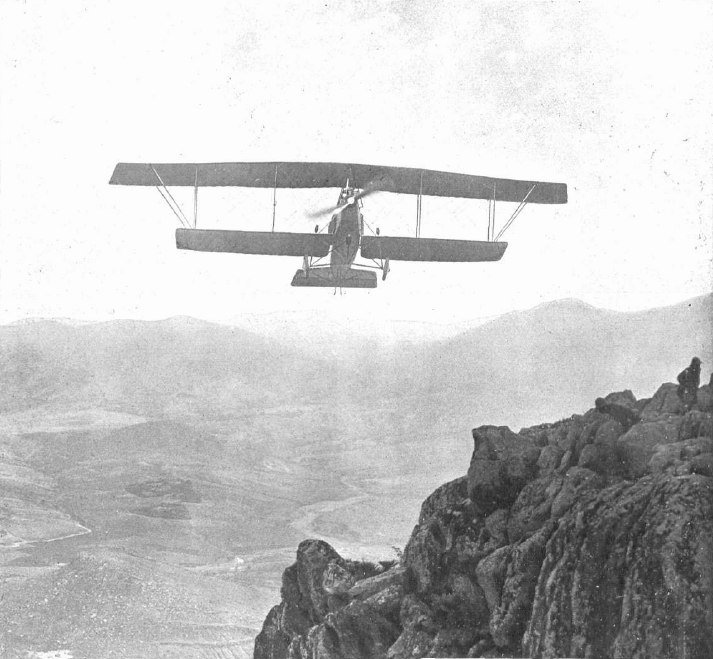
Aéroplane Lohner Pfeilflieger de l’armée espagnole retournant  à sa base dans la zone de Tétouan (1913).
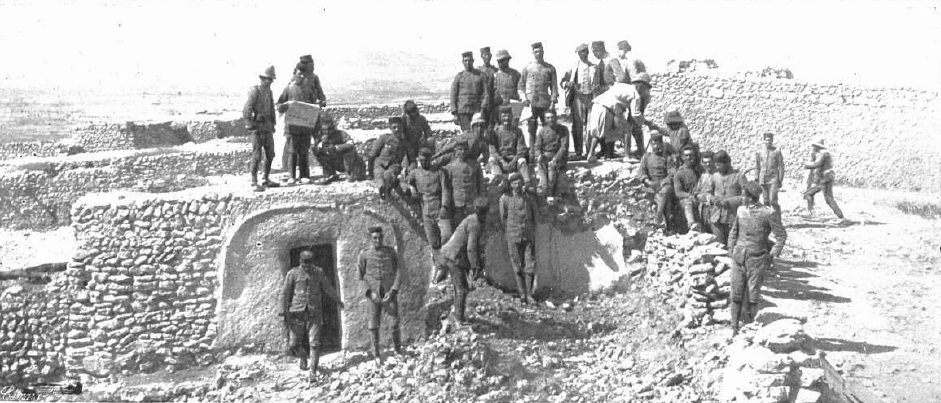
Militaires espagnols posant dans la kabila d’Ymourrouten, qu’ils viennent de prendre à l’ennemi.
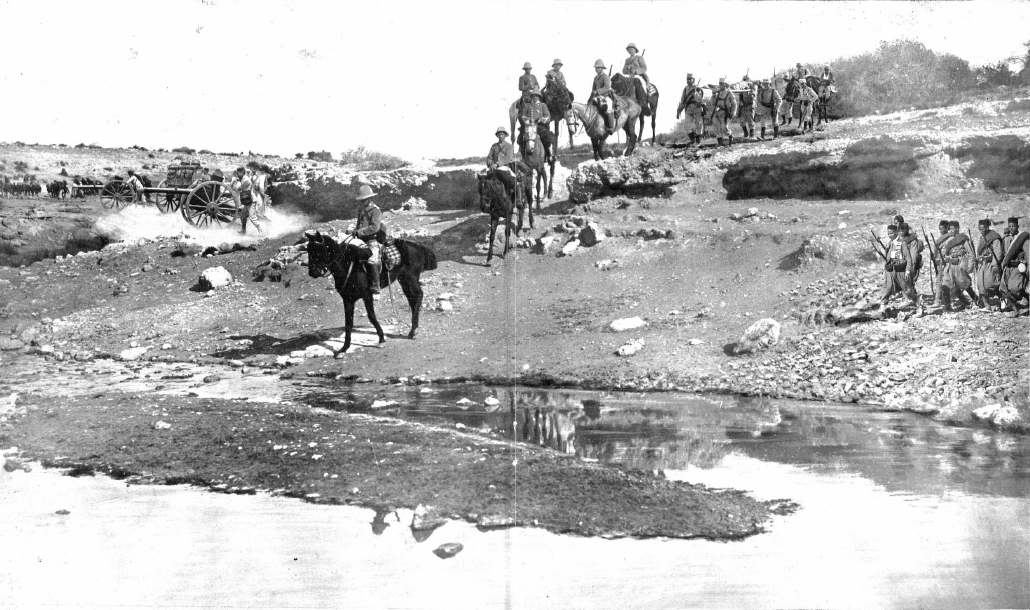
Convoi de soldats espagnols blessés dans la guerre du Rif (1913).
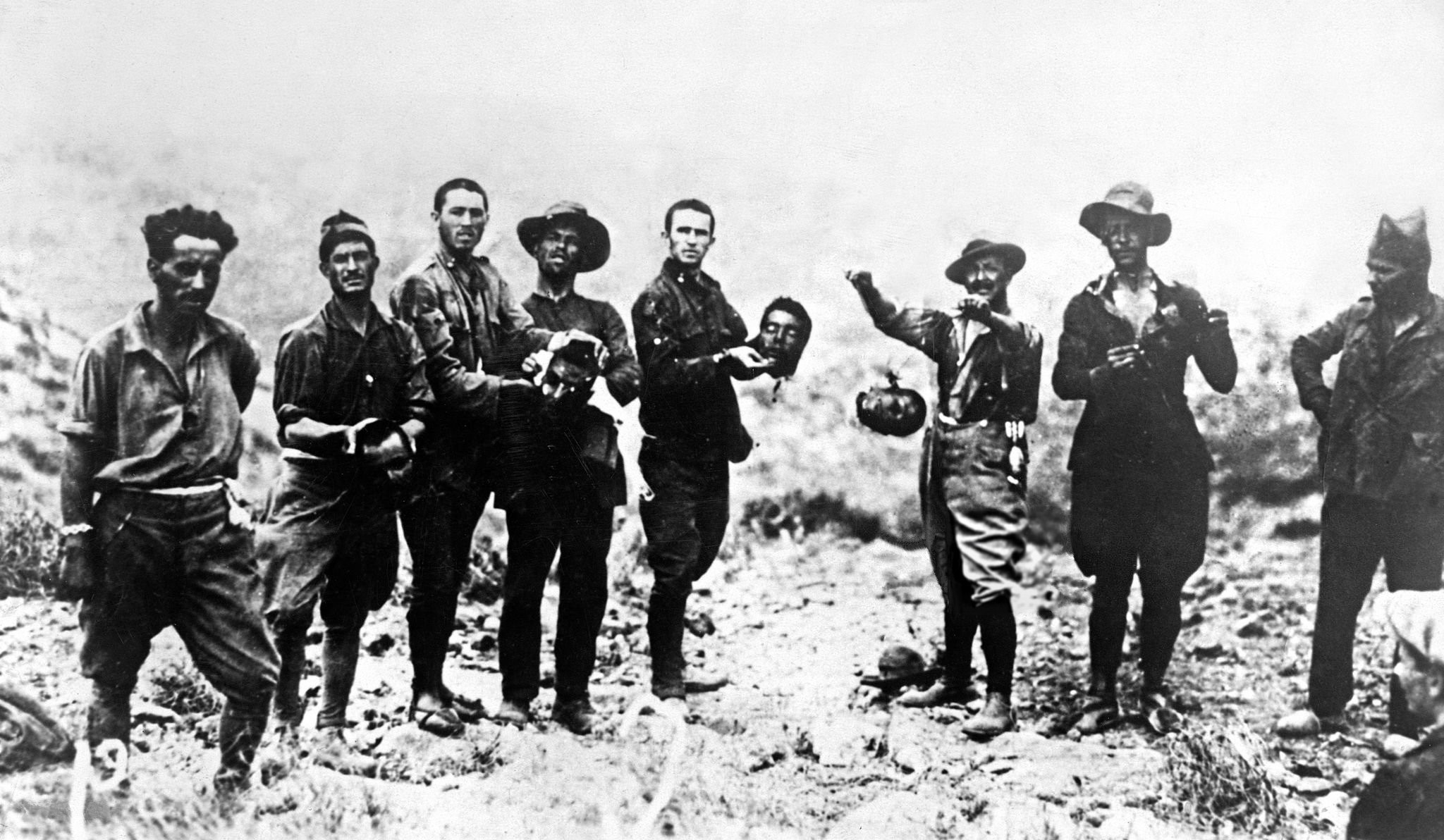
Troupes de la Légion espagnole exhibant des têtes de Rifains décapités.
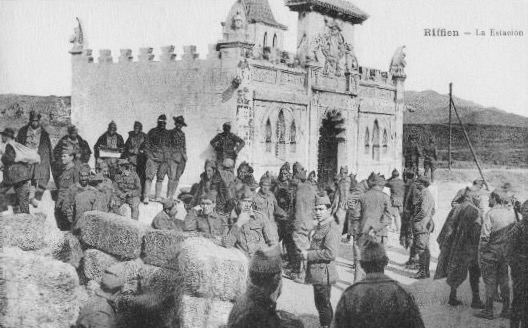
Légionnaires attendant sur le quai de la ligne de chemin de fer Ceuta-Tétouan à Dar Riffien.

### Bataille de Dhar Abarran (juin 1921)
Les autorités militaires espagnoles suivaient d’un œil attentif les préparatifs militaires d’Abdelkrim. Le général Silvestre lui-même était conscient que toute avancée espagnole vers le Rif central déboucherait sur des combats violents, plus violents que ceux que l’armée avait connu jusqu’ici,. Il était néanmoins déterminé à poursuivre cette avancée. Le général Silvestre disposait d’une armée d’environ 25 000 soldats,.
Dhar Abarran (« la colline de la perdrix » en langue berbère rifaine) est une colline s’élevant à 525 mètres d’altitude, qui se situe sur le territoire des Temsamane. Elle permet d’observer toute la baie d’Al Hoceima. Dans les sources espagnoles, Dhar Abarran est appelée « Monte Abarrán ».
En suivant les conseils de certains de ses collaborateurs, le général avait décidé d’occuper Dhar Abarran. Le général envoya donc un détachement de 250 hommes pour prendre le contrôle de la colline le 1er juin 1921. Du côté des résistants, environ 1 000 combattants rifains étaient positionnés sur les hauteurs autour de Dhar Abarran,.
Les soldats espagnols réussirent à occuper Dhar Abarran durant la nuit du 1er juin sans rencontrer de résistance,.
Le lendemain à l’aube, les combattants rifains sous la conduite du Fqih Boulahya des Aït Touzine, lieutenant d’Abdelkrim, lancèrent un violent assaut sur la colline. Les résistants gravirent les pentes de la colline sous le feu des canons et des fusils espagnols. Ils réussirent à détruire le fil barbelé qui entourait le poste espagnol et à prendre le contrôle de la colline après de durs combats, souvent au corps à corps. Des témoignages rapportent que des Rifains qui avaient été recrutés dans l’armée espagnole retournèrent leurs armes contre leurs officiers, semant le chaos et aidant les résistants rifains à prendre le contrôle de la colline. Sur les 250 soldats espagnols chargés de défendre Dhar Abarran, 179 perdirent la vie. Les survivants durent battre en retraite en direction d’Anoual, qui se situait à environ cinq kilomètres à l’Est,,.
Les Rifains capturèrent quatre canons, 250 fusils et une quantité importante de munitions. Certains soldats espagnols furent faits prisonniers et Abdelkrim déclara le 2 juin 1921 qu’il était strictement interdit de faire du mal aux captifs sous peine de sévères sanctions. Il est à noter que cette bataille eut lieu pendant le mois de Ramadan et que les combattants rifains jeûnaient comme le rapporte Hart.
Le même jour de la victoire d’Abarran, une troupe rifaine s’attaqua au poste espagnol de Sidi Driss sur la côte des Temsamane. Après un jour de combat qui causa d’importantes pertes parmi la garnison espagnole, les combattants rifains se retirèrent sans avoir pris le poste,.
La victoire d’Abarran galvanisa la résistance rifaine. Dans tout le Rif, des chants ("izran" en rifain) à la gloire des combattants s’élevèrent et Abdelkrim fut acclamé en tant que ’Amjahad’ (« Combattant ») et ’Zaïm’ (« Leader ») de la résistance. Cette bataille est considérée par les historiens comme le début officiel de la guerre du Rif.
Silvestre avait perdu 179 hommes à Dhar Abarran. Mais le général et les autorités espagnoles restaient confiants. De leur point de vue, la défaite de Dhar Abarran était un accident comme il en arrive régulièrement dans les guerres coloniales. Pour le général, il ne faisait aucun doute que les résistants rifains, dont le nombre ne s’élevait qu’à quelques milliers de combattants, seraient bientôt battus par l’armée espagnole.

### «Le désastre d’Anoual»

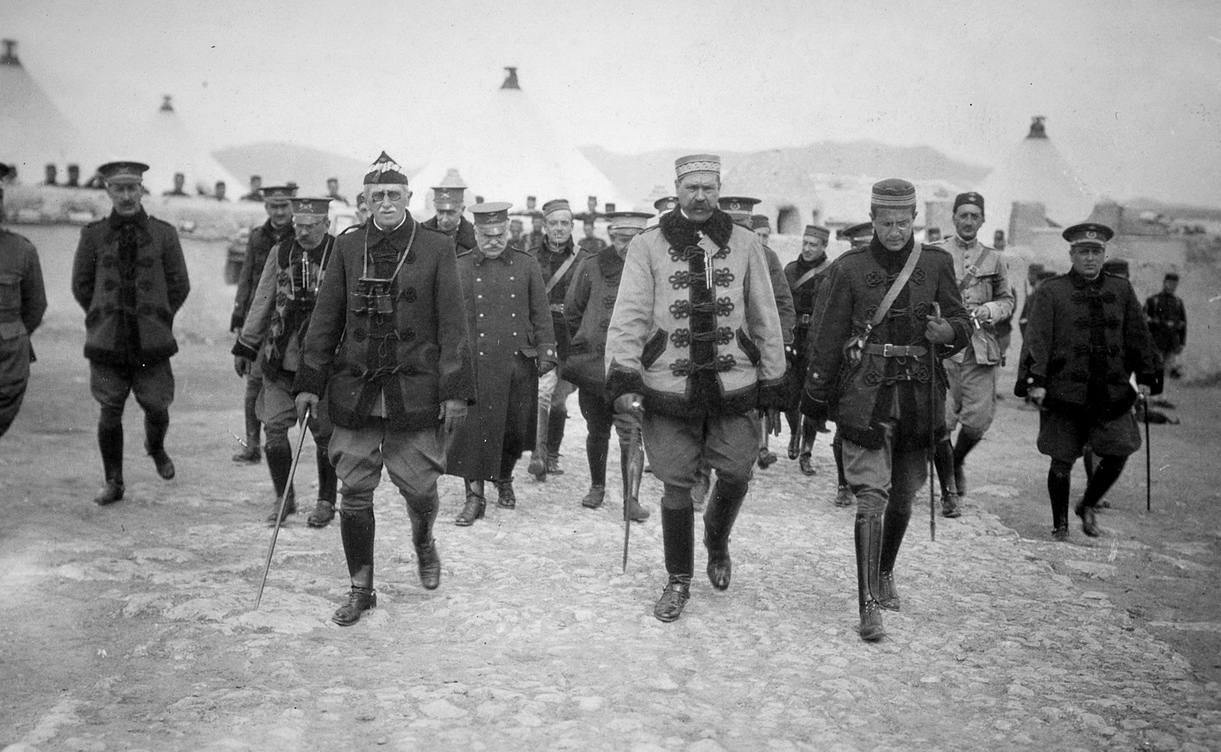
Le général Silvestre avec ses officiers près de Melilla le 6 février 1921.

Le 7 juin 1921, Silvestre occupa Ighriben (’Igueriben’ dans les sources espagnoles), colline située à six kilomètres au sud d’Anoual, afin de surveiller les mouvements des combattants Aït Touzine. Le nombre de combattants rifains s’élevait maintenant à environ 3 000 hommes réunis autour d’Abdelkrim, qui avait établi son camp à Amzaourou, chez les Temsamane. Abdelkrim avait entrepris de nouer des contacts avec toutes les tribus rifaines, y compris celles qui étaient occupées par l’Espagne afin d’organiser avec elles un soulèvement général.
Le 15 juin 1921, les Rifains prirent le contrôle de la colline de Sidi Brahim après de durs combats. La colline de Sidi Brahim permettait aux Rifains de surveiller la route entre Anoual et Ighriben.
Silvestre était de plus en plus inquiet. Les tribus rifaines étaient maintenant déterminées à résister et la crainte commençait à s’installer parmi les soldats espagnols, soumis à la pression des tireurs rifains embusqués,.
Mi-juillet, Abdelkrim ordonna un assaut sur le poste espagnol d’Ighriben. Le 16 juillet, le poste d’Ighriben était encerclé et attaqué,.
Dans le poste d’Ighriben, les soldats espagnols souffraient de la soif et de la faim en raison de l’épuisement de leur réserve de nourriture et d’eau. Certains soldats en étaient réduits à boire leur urine,. Silvestre tenta de ravitailler le poste d’Ighriben mais à chaque fois, les tireurs rifains embusqués le long de la route empêchaient les renforts espagnols d’arriver indemnes au poste.
De son côté, Abdelkrim envoya plusieurs messages aux rifains qui combattaient dans l’armée espagnole pour les inviter à déserter et rejoindre la résistance rifaine. Le 18 juillet, une attaque rifaine mit en fuite les troupes espagnoles postées à Tizi Azza.
Silvestre, conscient qu’il était impossible de ravitailler les soldats encerclés à Ighriben après un énième échec, ordonna au commandant Benítez, chef de la garnison espagnole d’Ighriben, d’évacuer la position par tous les moyens possibles,.
Le 21 juillet 1921, le commandant Benítez tenta une sortie afin d’échapper à l’encerclement rifain. Mais il tomba dans une embuscade et sur les 300 soldats espagnols du poste, peu réussirent à s’échapper vivant. 25 soldats espagnols d’Ighriben auraient réussi à atteindre Anoual.
La perte d’Ighriben plongea l’armée espagnole dans la crainte et la confusion. Les résistants rifains devenaient de plus en plus confiants et audacieux. Les 4 000 soldats espagnols regroupés à Anoual subissaient quotidiennement les tirs des rifains positionnés sur les collines environnantes,.
Le 22 juillet, jugeant la position d’Annoual intenable, Silvestre ordonna une retraite en direction de Ben Taïeb, à 11 kilomètres au Sud-Est d’Anoual. Le plan consistait à quitter Anoual pour rejoindre la plaine du Garet, plus facilement défendable. Mais ce qui devait être une retraite organisée devint une débâcle terrible, connue dans l’historiographie espagnole sous le nom de « Désastre d’Anoual ». Pris pour cible par les tireurs rifains, les soldats espagnols tombèrent dans une panique incontrôlée et cessèrent d’obéir à leurs officiers. Le chaos s’installa dans les rangs de l’armée à mesure que les pertes augmentaient.
Silvestre perdit la vie durant la débâcle et selon des témoignages, il se serait suicidé en voyant la déroute de son armée mais selon d’autres, il fut tué au cours des combats. Son corps ne fut jamais retrouvé. Le général Navarro prit le contrôle des troupes espagnoles à Dar Driouch, après la mort de Silvestre.
Toutes les troupes espagnoles qui occupaient le Rif oriental se mirent à battre en retraite en direction de Melilla. Les positions espagnoles du Rif furent abandonnées une par une. Le 26 juillet, les Guelaya et les Kebdana s’étaient joints à la rébellion contre la domination espagnole. Toutes les forces espagnoles dans le Rif, tombèrent sous l’attaque des Rifains,.
Le 29 juillet, le général Navarro se replia avec 1 200 soldats espagnols, épuisés, sur le mont Arroui où ils furent encerclés par 3 000 puis 5 000 Rifains. Pour permettre aux troupes de Navarro de rejoindre Arroui, le régiment de cavalerie d’Alcántara sous la conduite du lieutenant-colonel Fernando Primo de Rivera lança une contre-offensive suicidaire sur les cavaliers rifains Metalsa. Cet acte audacieux du régiment d’Alcántara permit au général Navarro de gagner du temps.
Nador fut évacuée par l’armée espagnole le 2 août et, le 3 août, Selouane fut prise par les combattants rifains. Des centaines de prisonniers espagnols furent massacrés à Selouane,.

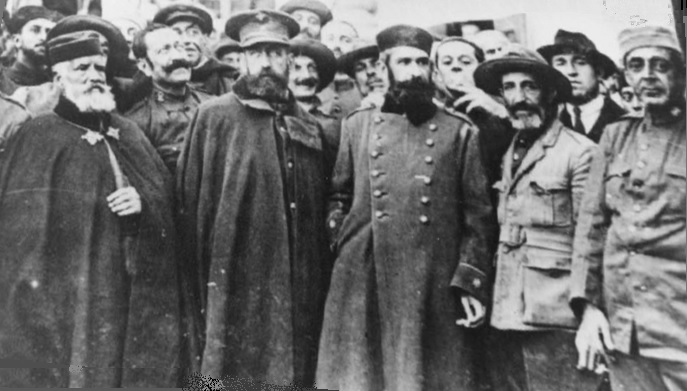
Officiers espagnols faits prisonniers à la suite de la bataille d’Anoual : de gauche à droite, le colonel Araujo, le général Felipe Navarro, le lieutenant-colonel Manuel López Gómez, le lieutenant-colonel Eduardo Pérez Ortiz et le commandant de cavalerie José Gómez Zaragoza, embarqués sur un navire à destination de Melilla au terme de leur captivité.

Le 9 août 1921, Arroui tomba aux mains des Rifains. Un accord avait été passé entre certains chefs rifains et le général Navarro. Les soldats espagnols rendraient leurs armes en échange de la vie sauve mais pour des raisons encore obscures, les soldats espagnols furent massacrés après avoir rendu leurs armes, malgré les ordres d’Abdelkrim. Environ 400 prisonniers espagnols échappèrent au massacre, y compris le général Navarro, et emmenés à Ajdir, village d’origine d’Abdelkrim, où ils furent incarcérés.
Le bilan de la défaite d’Anoual fut très lourd pour l’Espagne. Sur les environ 25 000 soldats espagnols qui avaient occupé le Rif oriental, entre 13 000 et 19 000 perdirent la vie ou furent faits prisonniers au cours du seul été 1921. Un butin de guerre considérable fut capturé par les résistants comprenant de l’artillerie, des fusils, des véhicules et des munitions. Ce désastre militaire fut l’un des plus terribles connus par une puissance européenne durant les guerres coloniales et l’un des pires de l’histoire militaire espagnole. L’armée espagnole avait perdu tout le territoire conquis depuis 1912 dans le Rif,. Le désastre provoqua une grave crise politique en Espagne, qui culmina avec le coup d’État du général Primo de Rivera le 13 septembre 1923.
Melilla elle-même était menacée mais Abdelkrim avait interdit à ses troupes d’attaquer la ville car il craignait de se mettre à dos toute l’Europe en raison de la présence de nombreux civils européens. De plus, Abdelkrim voulait d’abord organiser son nouvel État, qu’il nommera « République du Rif ». Plus tard après la guerre, Abdelkrim jugera son refus de prendre Melilla d’assaut comme sa plus grande erreur,.
Avec la bataille d’Anoual, les résistants rifains avaient réussi à infliger une défaite cuisante à une importante armée espagnole. Ceci avait auréolé Abdelkrim d’un prestige inégalable parmi la population rifaine. Mais Abdelkrim avait fait comprendre à ses troupes que l’Espagne chercherait à se venger et qu’il fallait se préparer à une longue et dure guerre,.

### Après Anoual (août 1921-janvier 1922)
Après la victoire spectaculaire d’Anoual, Abd el-Krim renforce son pouvoir en créant un État, la République du Rif, avec un gouvernement et une administration centralisée. La présidence n’est pas élue mais dévolue à Abd el-Krim el-Khattabi, une délégation générale attribuée à son frère d’Abd el-Krim, M’hamed el-Khattabi, ministère de la Guerre dirigé par Ahmed Boudra, celui de l’Intérieur conduit par le caïd Lyazid, celui des Affaires Étrangères octroyé à Azerkane, celui des Finances donné à Abd es-Salam el Khattabi, celui de la Justice et de l’Instruction confié au faqih Zerhouni.
Ces institutions sont renforcées par l’application de la charia islamique qui interdit les affrontements entre les différentes tribus au sein de la République. Cela est particulièrement important dans une région marquée par les solidarités claniques et où la logique de la vendetta se substitue souvent au droit. De plus, une intense action d’éducation est menée par des caïds et des fouqaha chargés d’expliquer le nouvel ordre local ou encore des mesures comme l’interdiction du thé ou du tabac.

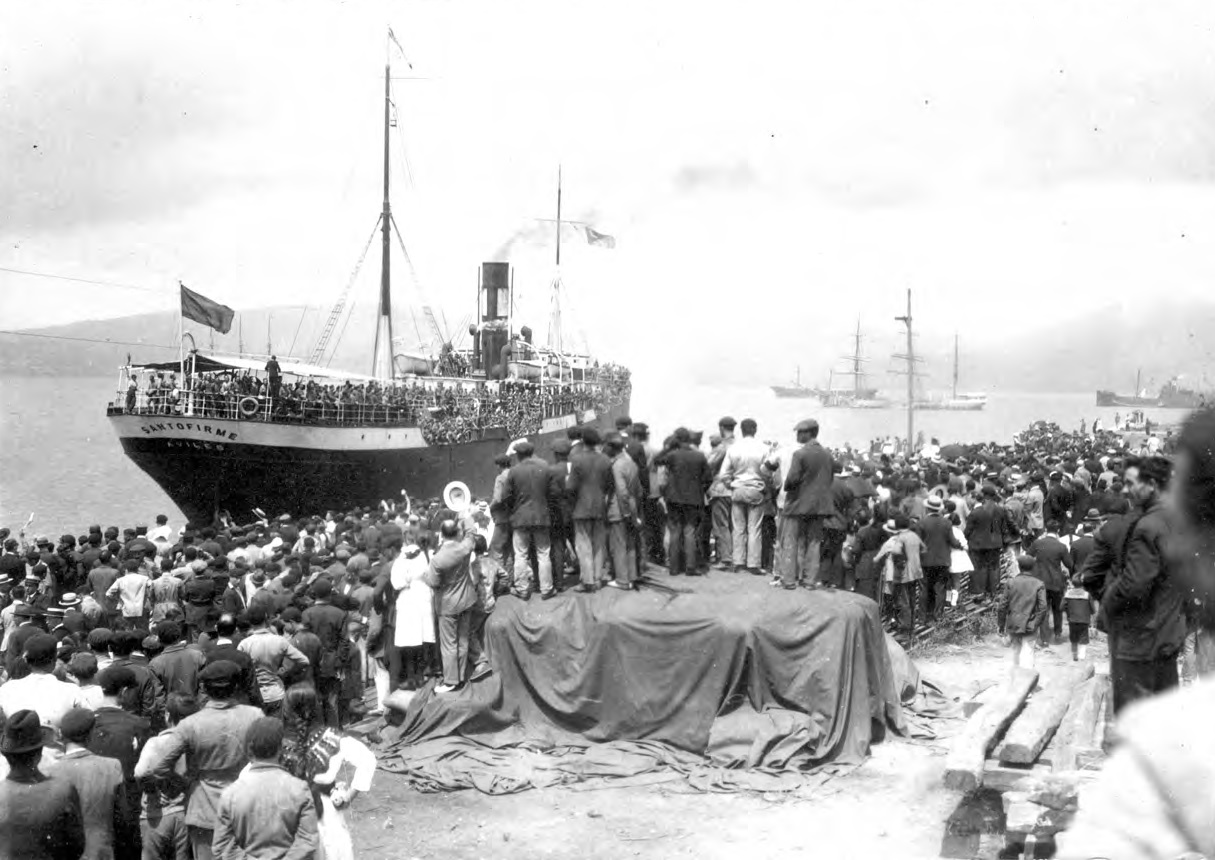
Embarquement des troupes pour Melilla, en Afrique, dans le port de Vigo en 1921.

Les formations militaires, fortes de vingt à trente mille hommes, âgés de 16 à 50 ans, sont divisées en « mia », des compagnies d’une centaine d’hommes, qui sont elles-mêmes subdivisées en groupes de vingt-cinq à cinquante hommes, encadrés respectivement par des mokaddem et des caïds khamsine, assez bien équipés en armes saisies à l’ennemi ou achetées à l’étranger.
Les Guelayas, confédération rifaine qui entoure Melilla, avaient vécu sous occupation espagnole depuis la fin de la seconde guerre de Melilla en 1913. À la suite de la débâcle espagnole d’Anoual, de nombreux Guelayas se soulevèrent, en profitant des défaites espagnoles pour libérer leur territoire,.
Mais les Guelayas étaient peu armés et réclamaient l’aide d’Abdelkrim. Si des troupes rifaines furent dépêchées vers les Guelayas afin de les soutenir, ces troupes restaient relativement peu nombreuses car Abdelkrim se méfiait des nombreux collaborateurs pro-Espagne qui vivaient dans la région.
Quant à eux, les Espagnols regroupaient des forces importantes afin de défendre Melilla et d’empêcher la ville de tomber aux mains des Rifains. Des renforts furent amenés de Tétouan, Ceuta et de la Métropole. Fin août 1921, 36 000 soldats espagnols étaient réunis dans la ville dont 25 bataillons de l’armée, 2 compagnies de la Légion espagnole, 2 tabors de regulares marocains de Ceuta, 5 régiments de cavalerie et 17 compagnies du génie. En dehors de Melilla, les Espagnols contrôlaient toujours une petite bande de terre allant de Mar Chica à Atalyon et incluant le Souk El-Had des Aït Chiker.
Les Guelayas étaient divisés entre partisans de la résistance et partisans de la collaboration avec l’Espagne. Cette division, ajoutée au manque de soutien d’Abdelkrim, fragilisa la résistance chez les Guelayas, facilitant la reconquête espagnole.
Le premier objectif du Haut-Commissaire Dámaso Berenguer, après le désastre d’Annoual, était de sécuriser Melilla et son arrière-pays avant de reconquérir le territoire perdu aux Rifains. Des troupes rifaines se rassemblèrent à Souk el-Arba, à l’extrémité sud de la Mar Chica, sous le commandement du Cheikh Yazid Benhamou (futur ministre de la Justice d’Abdelkrim).
Six mille combattants rifains se regroupèrent à Nador le 4 septembre 1921. Abdelkader Ben Hajj Tayeb, caïd pro-Espagne des Aït Chiker avait réussi à empêcher la majeure partie de sa tribu de rejoindre les résistants. Son soutien fut l’une des raisons qui permirent aux Espagnols de sauvegarder la ville de Melilla.
Le 12 septembre, l’armée espagnole lança la contre-offensive. Souk El-Arba des Kebdana fut occupée après de durs combats qui causèrent la mort de 75 combattants rifains. Les Rifains continuaient de bombarder Melilla depuis les hauteurs du Gourougou avec des canons capturés aux Espagnols. Mais le 16 septembre, les troupes rifaines abandonnèrent Nador, qui fut occupée par l’armée espagnole le 17. De nombreux combattants rifains démoralisés décidèrent de quitter le front afin de rentrer chez eux. Un petit noyau de résistants continuait de combattre sur le mont Gourougou, sous la conduite du Fqih Boulahya.
Le 24 septembre, la tribu des Kebdana déposa les armes face à l’avancée espagnole. Boulahya, l’un des chefs rifains les plus déterminés, décida de se retirer le 26 septembre et de rentrer au Rif central avec ses hommes. Il restait encore environ 2 600 combattants rifains dont 2 000 Guelayas, qui entendaient poursuivre la résistance.
Le 5 octobre, l’armée espagnole captura les villes de Zeghanghane, ville qui abritait le tombeau du leader résistant rifain Mohamed Améziane, et d’Iallatan.
Le 10 octobre, les troupes espagnoles avaient réussi à reprendre le mont Gourougou après de durs combats. Les Guelayas, en particulier les Aït Bouifrour, se réfugièrent en masse vers le Rif central, dans les territoires contrôlés par Abdelkrim, afin d’échapper aux représailles de l’armée espagnole.
Le 14 octobre, Selouane, un des bastions de la résistance guelayi, fut prise par l’armée espagnole.
Les Guelayas commencèrent à vouloir se rendre, en raison de la détresse économique et de la supériorité militaire de l’armée espagnole. Le 24 octobre, l’armée espagnole réoccupa Arroui, et les corps des prisonniers espagnols massacrés en août furent enterrés,. Ces corps portaient les stigmates des affreuses mutilations et tortures qu’ils avaient subi aux mains des combattants rifains exaspérés par des années de conflits et d’exactions espagnoles.
Abdelkrim s’avisa que les Guelayas allaient retomber sous la domination espagnole. Son objectif était alors de se retirer de façon ordonnée de la région, vers le Rif central, en emportant un maximum d’équipements et de prisonniers espagnols. Abdelkrim avait nommé Abdsalam Ben Hajj Mohand commandant du front dans le Rif oriental. Ce dernier deviendra plus tard « ministre de la Guerre » de la République du Rif,,.
Le 18 novembre, l’armée espagnole entra dans Wiksane,. Le 5 décembre, la ville de Zaïo, sur le territoire des Oulad Settout, fut prise par les Espagnols. Fin décembre 1921, l’armée espagnole avait atteint les rives du Kert, occupant effectivement tout le territoire des Guelayas.
Les Rifains avaient du mal à ralentir cette fulgurante contre-offensive espagnole. Le terrain relativement plat de la plaine du Garet facilitait l’avancée des troupes espagnoles. Le 9 janvier 1922, Dar Driouch fut réoccupée par les Espagnols. La plaine du Garet était presque entièrement sous leur contrôle mais le Rif central et montagneux était plus que jamais hors de leur portée,.

### Avancée espagnole et renforcement du pouvoir d’Abdelkrim (janvier 1922-janvier 1923)
L’aviation espagnole déclencha dès le début de l’année 1922, une vaste campagne de bombardement aérien sur le Rif, en visant particulièrement les territoires des confédérations Temsamane, Aït Touzine et Aït Ouriaghel. Ce bombardement aérien causa d’importantes pertes parmi la population rifaine, semant la terreur parmi les civils,.
Après la capture de Dar Driouch, l’objectif de l’armée espagnole était de reconquérir le territoire de la petite confédération rifaine des Aït Saïd, au nord de Driouch. Le territoire des Aït Saïd est divisé presque équitablement en une partie montagneuse à l’Ouest et une plaine à l’Est. Si les clans Aït Saïd de la plaine faisaient preuve de peu d’entrain à poursuivre la résistance contre l’Espagne, en raison de la vulnérabilité de leur terrain face aux attaques espagnoles, les clans de la montagne entendaient combattre jusqu’au bout.
Une offensive espagnole sur les Aït Saïd débuta en mars 1922. Des chars furent employés afin de franchir les tranchées creusées par les combattants Aït Saïd. De nombreux villages furent occupés et après de durs combats, 150 combattants rifains perdirent la vie le 15 mars. Mais la résistance des Aït Saïd était féroce. Comme le rapporte Woolman dans son livre Rebels in the Rif, les combattants rifains, d’abord surpris par l’apparition des chars qu’ils n’avaient jamais vu auparavant, tentèrent de les escalader afin de poignarder et tirer sur les conducteurs. Plusieurs chars furent incendiés. Malgré ces efforts désespérés, les renforts espagnols parvinrent à vaincre les tentatives de résistance et le 8 avril, Dar El Kebdani, principal centre des Aït Saïd, fut occupé par l’Espagne,.
Dans Dar El Kebdani, les soldats espagnols recouvrirent les restes des 1 400 soldats espagnols qui y furent massacrés lors du désastre d’Anoual en juillet 1921. Ces restes furent enterrés avec les honneurs militaires.
Les résistants Aït Saïd se réfugièrent dans la partie montagneuse de leur territoire, laissant la plaine sous le contrôle de l’Espagne.

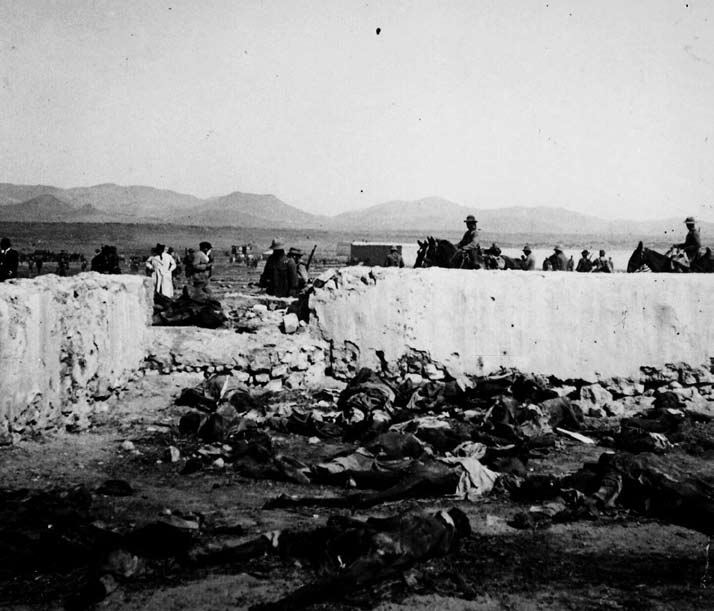
Cadavres sans sépulture retrouvés à Mont-Aroui après la reconquête (1922).

La perte de ce territoire n’avait pas entamé la volonté d’Abdelkrim. Le 19 mars 1922, un navire espagnol fut coulé dans la baie d’Al-Hoceïma par des tirs de canons rifains. Abdelkrim tentait aussi de lever des taxes sur les confédérations rifaines sous son contrôle afin de soutenir l’effort de guerre. Mais cette taxation suscita de nombreuses contestations dans la population. Au cours de l’été 1922, Abdelkrim nomme plusieurs caïds dans les différentes tribus du Rif central afin d’administrer la justice et organiser la levée des troupes.
Mais l’autorité d’Abdelkrim n’était pas absolue dans le Rif. En effet, certains notables locaux voyaient d’un mauvais œil ses tentatives d’accaparement du pouvoir. Parmi eux, Amar Hamidou, caïd de la tribu Marnissa et le Hajj Bekkiche, un des notables de la confédération Igzennayen. Ces deux chefs, parfois rivaux, avaient un ennemi commun en Abdelkrim et décidèrent d’allier leurs forces afin de s’opposer à lui.
En juillet 1922, Amar Hamidou se heurta aux combattants rifains au cours de violents combats.
Hamidou, qui deviendra au cours de la guerre un des alliés les plus fidèles de la France, était soutenu par Bekkiche et Abdelmalik al-Jazaïri. Abdelmalik al-Jazaïri était le petit-fils d’Abdelkader, champion de la résistance algérienne et il dirigeait depuis les années 1910 des groupes armés au nord du Maroc afin de résister à l’armée française. Tout comme Hamidou et Bekkiche, Abdelmalik craignait que la montée en puissance d’Abdelkrim ne pose un problème à son propre pouvoir. C’est donc ces trois individus qu’Abdelkrim devait affronter en cet été 1922,.
Après de violents combats qui causent d’importantes pertes de part et d’autre, une trêve fut négociée entre Hamidou et Abdelkrim, permettant aux hommes d’Abdelkrim de se retirer du territoire Marnissa.
Le bilan de ces combats était contrasté. Si Hamidou demeurait insoumis à Abdelkrim, il avait perdu de nombreux hommes au cours des combats. Quant à Abdelkrim, son prestige était ébranlé car il n’avait pas réussi à vaincre le caïd de Marnissa. Néanmoins la situation sur le front Sud du Rif se retrouvait stabilisée pour un temps.
Abdelkrim en profita pour tenter d’élargir son action vers l’Ouest du Rif, chez les Jbalas et les Ghomaras.
Son objectif était de rallier ces populations à sa cause. Les Jbalas étaient par ailleurs encouragés dans leur résistance à l’Espagne (qui occupait Chefchaouen depuis 1920) par les récentes victoires rifaines. Abdelkrim espérait aussi alléger la pression que faisait peser l’Espagne sur le front oriental en organisant des attaques sur les forces espagnoles autour de Chefchaouen.
Des troupes rifaines, sous la conduite de M’hamed al-Khattabi, frère d’Abdelkrim, furent envoyées afin de prendre contact avec les résistants Jbalas. Des messages furent échangés avec Raïsouli, le fameux chef de guerre de la région Jbala, qui s’opposait alors à la pénétration espagnole. Des escarmouches eurent lieu avec les troupes espagnoles autour de Chefchaouen, notamment à Tiguisas. Mais très vite la relation entre les Rifains et les Ghomaras se détériora. Les Ghomaras, puissante confédération berbère qui peuple l’arrière-pays de Chefchaouen (notamment l’actuel parc national de Talassemtane), supportaient, avec beaucoup de mal, la présence des combattants rifains sur leur sol. La tension obligea M’hamed à se retirer vers l’Est, et camper à El-Jebha, à la frontière entre les Ghomaras et les M’tioua.
Raïsouli était quant à lui encerclé par l’armée espagnole dans son réduit du Jbel Bouhachem, à l’ouest de Chefchaouen, après avoir perdu son quartier général de Tazrout en mai 1922, lors d’une offensive espagnole.
Fin août 1922, les Espagnols reprennent l’offensive vers le Rif central à partir de Dar Driouch. Azib Midar et d’autres positions chez les Aït Touzine tombent entre leurs mains.
Fin septembre 1922, encerclé sur le Jbel Bouhachem après son évacuation de Tazrout et convaincu que la résistance contre l’Espagne est futile, Raïsouli accepte de négocier avec les autorités espagnoles. Un accord est conclu et selon ses termes, Raïsouli accepte d’utiliser son influence afin de maintenir la paix chez les Jbalas et d’empêcher les attaques sur les soldats espagnols. En échange, l’Espagne s’engage à lui fournir de l’argent et des armes.
En octobre 1922, les forces rifaines attaquent les positions espagnoles à Azib Midar.
Le 26 octobre, l’armée espagnole s’empare de Tafersit, Bouhafora et Sidi Messaoud. Le 28, elle s’empare du col de Tizi Azza où un poste avancé est installé.
Une sortie à l’ouest de Tizi Azza est violemment repoussée par les Rifains. Ces derniers lancent un grand assaut sur le poste de Tizi Azza le 1er et 2 novembre. Les Espagnols repoussent l’assaut mais perdent en deux jours près de 2 000 hommes,.
Le 6 novembre, le village rifain d’Afrau, sur la côte méditerranéenne, tombe aux mains de l’armée espagnole et le 7 novembre, l’Espagne s’empare du village d’Anoual à la frontière entre les Aït Oulichek et les Temsamane. La capture d’Anoual représente une étape hautement symbolique puisque c’est là que l’Espagne a subi sa grande défaite militaire au début du conflit. Ainsi, en un peu plus d’un an, l’armée espagnole a récupéré presque tout le territoire perdu depuis le désastre d’Anoual. Le nouveau haut-commissaire espagnol chargé des opérations militaires au Maroc, Ricardo Burguete, dispose de 30 000 soldats dans le Rif oriental afin de vaincre Abdelkrim,.
Devant cette importante avancée espagnole, Abdelkrim lance une contre-attaque. Le 21 novembre 1922, Afrau est encerclé par les Rifains.
Mais en décembre 1922, Abdelkrim doit encore tourner son regard vers le sud du Rif, où son rival, Amar Hamidou, a lancé une attaque sur les Ait Ammart, tribu rifaine alliée d’Abdelkrim. L’objectif d’Amar Hamidou est de couper les liaisons entre le Rif central et la zone française du Maroc. Les Rifains obtenaient en effet des armes et de la nourriture via cette zone,. À la suite de l’attaque sur les Ait Ammart, Hamidou captura le caïd de cette tribu, Mouhand Ben Tayyeb,.
De leur côté, en cette fin d’année 1922, les Espagnols tentent de ramener dans l’obéissance plusieurs tribus du Rif via l’action d’agents locaux qui sont chargés de convaincre les notables rifains d’abandonner Abdelkrim et de se soumettre aux autorités du protectorat espagnol. Mais la crainte des représailles d’Abdelkrim empêchait de nombreux sympathisants de l’Espagne de se rapprocher des autorités espagnoles. Abdelkrim se montrait en effet impitoyable envers tout individu suspecté de trahison.
Depuis la bataille d’Anoual, Abdelkrim détenait des centaines de prisonniers espagnols, capturés au cours de la débâcle espagnole. Leur libération représentait un enjeu crucial pour l’Espagne. Des négociations sont entamées en janvier 1923. Des officiels espagnols rencontrent des émissaires d’Abdelkrim à Ajdir. Le 24 janvier, un accord est conclu. L’Espagne accepte de payer 4 millions de pesetas et de libérer tous les prisonniers rifains en échange de la libération des prisonniers espagnols. Le millionnaire basque Horacio Echevarrieta s’engagea à payer la somme demandée par les Rifains. Le 28 janvier, après paiement de la somme, les prisonniers espagnols furent libérés,. La rançon des prisonniers espagnols représentait une somme très importante qu’Abdelkrim décida d’utiliser afin de renforcer son état embryonnaire. En ce début d’année 1923, il jugea le moment opportun pour se faire proclamer dirigeant du Rif.

### République du Rif

Localisation et extension de la République du Rif.

Abdelkrim réunit ainsi les chefs tribaux, et proclame la République confédérée des tribus du Rif dont il est président le 1er février 1923. Pour administrer son nouvel état, Abdelkrim s’appuie sur la loi islamique, la Charia (il est cadi, c’est-à-dire juge islamique, de formation),,. Néanmoins, en ne se déclarant pas sultan et en ordonnant aux imams du Rif de faire la Joumouaa (prière du vendredi) au nom du sultan Moulay Youssef (successeur de Moulay Abd al-Hafid), Abdelkrim ne remet jamais en question l’autorité du sultan, malgré l’influence exercée par le maréchal français Lyautey sur ce dernier. De nombreuses lettres de bonne foi restituant la beyaa (allégeance) due au sultan parviennent à Moulay Youssef, qui craint cependant les réactions des colonisateurs.
Abdelkrim crée un gouvernement et nomme plusieurs ministres chargés de différents domaines (ministre de la Guerre, ministre des Finances, ministre de la Justice). Ces ministres sont essentiellement issus de sa famille élargie ou de sa confédération, les Aït Ouriaghel,,.
Abdelkrim procède aussi à l’organisation d’une armée rifaine régulière, composée de plusieurs tabors (bataillons) avec des officiers de divers rangs. Les membres de cette armée régulière sont essentiellement recrutés parmi les confédérations du Rif central. En parallèle à cette armée régulière, des milices tribales sont organisées dans le Rif et chez les Jbalas. Le rôle de ces milices est d’assister l’armée régulière durant les opérations,,.
Le nouvel État rifain aménage des routes afin de faciliter les communications de l’armée, organise un réseau téléphonique qui permet à Abdelkrim de transmettre ses ordres. Abdelkrim réforme en profondeur la structure sociale des Rifains en insistant sur l’importance et la primauté de la loi islamique et en limitant certaines pratiques de la loi coutumière rifaine. Il met fin à la pratique de la vendetta, ordonne aux hommes rifains de raser leurs nattes traditionnelles et fait respecter les directives de l’Islam,. Dans les mosquées et les marchés du Rif central, Abdelkrim est proclamé « Émir du Rif ».

### La poursuite des combats en 1923
L’armée espagnole, qui venait de reprendre quasiment tout le terrain perdu depuis le désastre d’Annoual, était confiante dans le fait qu’elle pourrait prochainement envahir le Rif central et mettre fin à la résistance rifaine.

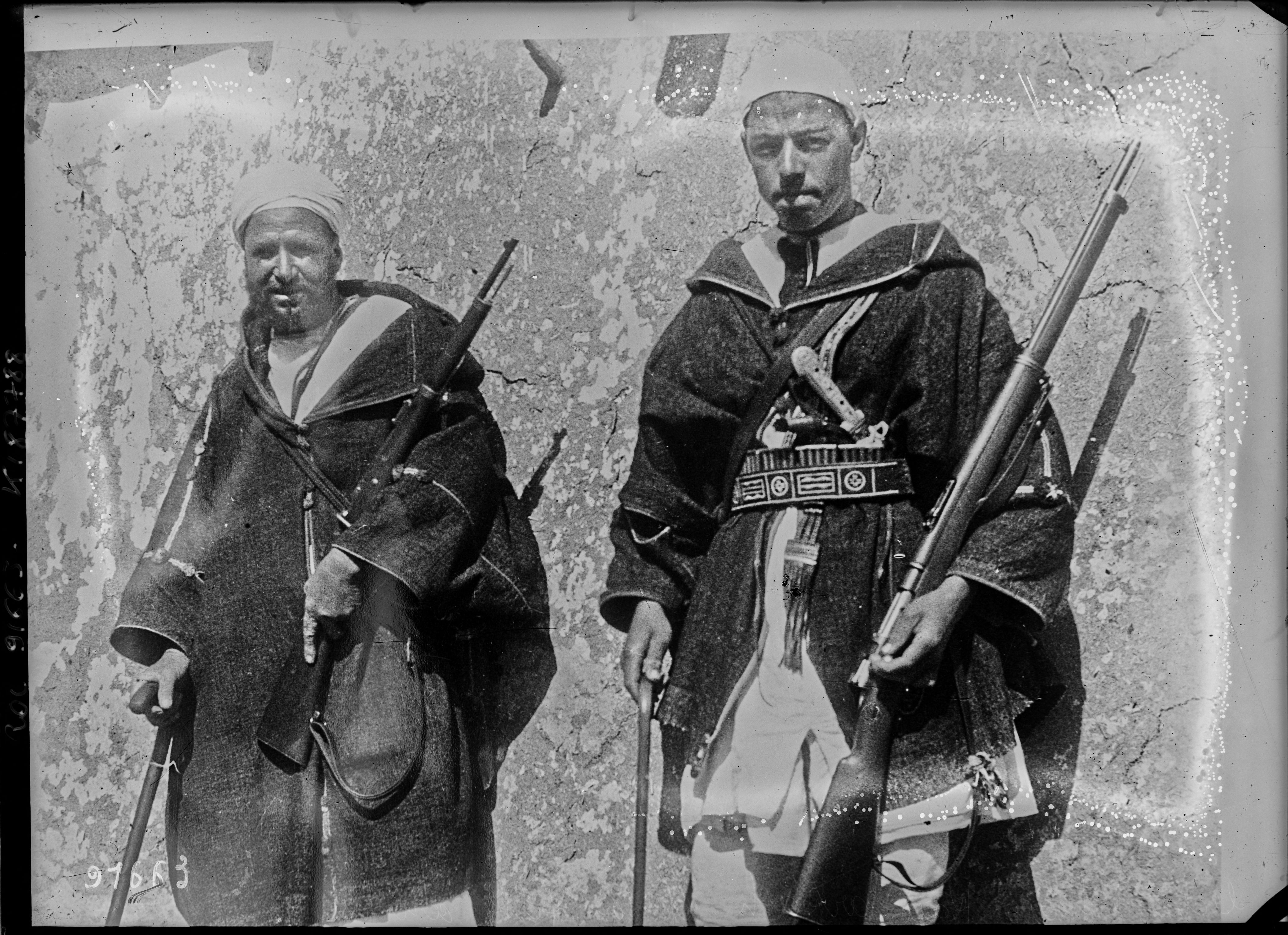
Le chef rifain Caïd Sarkache et son fils portant respectivement un fusil Berthier et un Mauser modèle 1893 pris comme butin sur les Espagnols (1924).

En janvier 1923, Abdelkrim affronta une nouvelle fois les forces des seigneurs de guerre, Amar Hamidou et Hajj Bekkiche. Le 12 janvier, avec 1 800 hommes, Amar Hamidou attaqua les Ait Ammart. Lors de cette attaque, Amar Hamidou était soutenu par certaines tribus de la vallée de l’Ouergha, hostiles à Abdelkrim et aux Rifains. Plusieurs villages des Ait Ammart furent détruits, et nombreux furent ceux qui se réfugièrent chez les Aït Ouriaghel, au nord. Abdelkrim, qui est alors préoccupé par l’avancée espagnole à l’Est, doit dévier des troupes vers le sud du Rif afin d’affronter la menace d’Amar Hamidou. Les combats se poursuivent sporadiquement jusqu’en mai au moment où Abdelkrim prend l’ascendant sur son adversaire. Le 7 mai 1923, Amar Hamidou fait sa soumission à Abdelkrim après avoir libéré Mouhand Ben Tayyeb, le caïd rifain des Ait Ammart. Le 22 mai, Bekkiche lui aussi se soumet à Abdelkrim et accepte de servir dans l’armée rifaine, contre l’Espagne. Abdelmalik Al-Jazaïri, qui lui aussi s’opposait à Abdelkrim, est contraint de quitter le Rif central face à la montée en puissance du leader rifain. Il rejoignit les zones contrôlées par l’Espagne et l’armée espagnole le plaça à la tête d’une troupe armée pro-Espagne composée de 1 400 hommes, appelée la « Harka de Abdelmalik » en son honneur et chargée de combattre Abdelkrim.
Chez les Jbalas, Abdelkrim avait renouvelé ses tentatives de pénétration en envoyant plusieurs troupes en janvier 1923. De violentes escarmouches opposèrent les Jbalas, partisans d’Abdelkrim, à ceux qui préféraient l’alliance avec l’Espagne ou ceux qui refusaient aussi bien l’autorité espagnole que celle des Rifains. Dans ses incursions vers l’Ouest, Abdelkrim était soutenu par une grande partie de la famille maraboutique des Khamlichis de Targuist, qui jouissait d’une grande autorité spirituelle sur la confédération berbère des Senhajas de Sraïr, au cœur du massif rifain.
Graduellement, les Rifains imposèrent leur autorité aux Jbalas, en s’appuyant sur leurs alliés locaux. Le 12 mars 1923, les Ghomaras, soutenus par les Rifains, lancèrent un assaut sur la position espagnole de Talambot, dans la vallée de l’Oued Lau. D’autres opérations de guérilla frappèrent les positions espagnoles chez les Ghomaras.
Le 25 juin 1923, de retour de Paris où il avait négocié durant un mois avec les autorités françaises, M’hamed Al-Khattabi fut envoyé par Abdelkrim avec une importante troupe rifaine afin de mettre de l’ordre chez les Ghomaras. Certaines tribus des Ghomaras se révoltèrent contre l’autorité d’Abdelkrim. La puissante tribu Jbala des Akhmas refusait aussi d’obéir à Abdelkrim bien qu’elle fût opposée aux Espagnols. Abdelkrim voulant asseoir son autorité chez les Jbalas, organisa en juillet 1923 un contingent de 1 000 combattants rifains sous le commandement Abdelkrim Ben Ali El-Hattach, un membre des Aït Ouriaghel. Ce dernier avait l’ordre de rétablir l’autorité d’Abdelkrim sur les Ghomaras, qui tentaient d’expulser de leur territoire les Rifains. El-Hattach captura plusieurs chefs ghomaris, qu’il expédia à Ajdir dans le Rif central, où ils furent emprisonnés.
Les relations entre Ghomaras et Rifains étaient difficiles. Pour les Ghomaras, les Rifains étaient des occupants aussi étrangers que les Espagnols et ils reprochaient aux soldats rifains de se comporter comme en terrain conquis. Mais Abdelkrim marqua une importante victoire politique lorsqu’en août 1923, Ahmed Ben Mohammed Isbou, plus connu sous le nom de Khériro, décida de le rejoindre.
Khériro était originaire de la tribu jbala des Béni Hozmar. Lieutenant de Raïsouli, il avait longtemps combattu à ses côtés contre l’Espagne. Mais en août 1923, les deux hommes se seraient disputés pour des raisons obscures. Khériro aurait décidé alors de rejoindre le camp rifain. Combattant courageux et opposant déterminé à l’Espagne, Khériro allait devenir l’allié le plus fidèle d’Abdelkrim chez les Jbalas. Le 22 août 1923, peu de temps avant son ralliement à Abdelkrim, il lança un raid nocturne audacieux sur les forces espagnoles dans la ville occupée de Tétouan, tuant une dizaine de militaires.
En septembre 1923, les Rifains contrôlaient le territoire des Ghomaras et des Senhajas mais la puissante tribu des Akhmas continuait de défier Abdelkrim.
Sur le front oriental de la guerre, les combats redoublaient de violence. En juin 1923, l’armée rifaine, commandée par le ministre de la Guerre d’Abdelkrim, Abdeslam n-Hajj Mouhand, lança un puissant assaut sur le poste espagnol de Tizi Azza. Les Espagnols subirent de lourdes pertes les premiers jours de l’assaut. Deux officiers et 100 hommes furent tués. L’Espagne répliqua en bombardant au gaz toxique les positions rifaines.
Les Rifains furent repoussés après avoir perdu de nombreux hommes. Le poste avancé de Tizi Azza, au cœur d’un relief montagneux, représentait un enjeu stratégique pour les deux camps car il commandait l’accès au Rif central. Les combats autour du poste furent si violents que les soldats espagnols décrivirent plus tard Tizi Azza comme étant « un enfer de feu et d’acier. » Les combattants rifains maintenaient la pression sur le poste dont le ravitaillement était impossible. Le 5 juin 1923, une opération de sauvetage fut lancée par l’armée espagnole afin de dégager le poste. Plusieurs unités lancèrent un assaut sur les positions rifaines autour de Tizi Azza. La Légion espagnole, sous la conduite du Lieutenant-Colonel Rafael Valenzuela, escalada les pentes qui menaient aux combattants rifains. Valenzuela, à la tête de ses hommes, chargea les Rifains, pistolet à la main. Plusieurs balles lui ôtèrent la vie ainsi qu’à 40 légionnaires qui tentèrent de récupérer son corps. Finalement, après une journée de durs combats, les troupes espagnoles réussirent à briser le siège de Tizi Azza et les Rifains se retirèrent avec d’importantes pertes.
L’échec devant Tizi Azza irrita Abdelkrim, qui procéda à l’arrestation de plusieurs chefs rifains qu’il jugeait inefficaces ou à la fidélité douteuse.
Le 19 août 1923, Abdelkrim déclencha une nouvelle offensive sur les positions espagnoles dans le Rif oriental. Afraou et Tifarouine, deux positions espagnoles chez les Aït Saïd, furent attaquées par des troupes rifaines. Tifarouine fut dégagée par la Légion espagnole le 22 août. Les Espagnols perdirent 800 hommes au cours de l’action. Les pertes rifaines s’élevaient à 600 hommes,.
De septembre à décembre, les conditions économiques dans le Rif devinrent de plus en plus difficiles. L’agriculture, activité économique primaire de la région, était négligée en raison de l’absence des hommes qui combattaient sur le front où qui s’entraînaient dans les camps militaires. De nombreux hommes étaient aussi réquisitionnés pour des travaux d’aménagement (construction de routes, de tranchées, de ligne téléphoniques). Les bombardements aériens espagnols, souvent toxiques, qui visaient les champs et les marchés, causaient d’importantes pertes parmi la population civile rifaine en plus d’accentuer la détresse économique. Le commerce avec les zones espagnole et française était régulièrement interrompu par les combats, plongeant le Rif dans un état de siège. En conséquence, la récolte agricole de l’année 1924 fut faible et de nombreux Rifains souffrirent de la faim. Abdelkrim rencontrait des difficultés à recruter de nouvelles troupes.
En Espagne, un coup d’État amena le général Primo de Rivera au pouvoir, en septembre 1923. Ce dernier avait longtemps servi au Maroc et un de ses objectifs était de mettre fin à la guerre du Rif et vaincre Abdelkrim. La guerre au Maroc était coûteuse en hommes et en argent et de plus en plus impopulaire dans l’opinion publique espagnole.
Raïsouli, le chef de guerre jebli, qui était alors affaiblit et malade, se rapprocha de Primo de Rivera. Il espérait que l’Espagne le nomme « Khalifa », c’est-à-dire plus haute autorité marocaine du Protectorat espagnol. Mais Primo voulait éviter de donner un poste aussi prestigieux à un chef de guerre à la réputation trouble,. C’est durant cette période que Primo offrit à Abdelkrim le titre d’ « Émir du Rif » ainsi qu’une généreuse pension et une promesse d’autonomie interne en échange de sa reddition. Abdelkrim refusa,.
Primo renforça alors le front de Driouch. Dans le secteur des Jbalas, Primo eu pour idée d’abandonner les postes espagnols qui se trouvaient en terrain montagneux et qui étaient particulièrement vulnérables aux attaques de la guérilla marocaine. Primo entendait retirer les forces espagnoles derrière une ligne allant de Tétouan au Gharb. Une fois les troupes retirées, elles seraient mieux formées afin de reprendre le terrain aux insurgés marocains. Mais de nombreux officiers espagnols, partisans de la colonisation, critiquèrent l’idée du dictateur espagnole qui ressemblait pour eux à un aveu d’échec. Primo comptait cependant appliquer son plan.
Abdelkrim profita de la faiblesse des Espagnols pour étendre son autorité sur la puissante tribu jbala des Béni Zeroual, qui vivent sur les contreforts méridionaux du Rif, au nord de Fès. Leur territoire, fertile, représentait un enjeu stratégique. Les Béni Zeroual se trouvaient en zone française du protectorat bien que l’armée française n’eût pas encore occupé leur territoire.
Pour Abdelkrim, prendre le contrôle des Béni Zeroual était un objectif économique, car le Rif connaissait alors une importante pénurie alimentaire. De plus, les Béni Zéroual abritait, à Amjott, le siège principal de la confrérie religieuse des Derkaouïa. Cette confrérie était dirigée par le chérif Abderahmane Derkaoui. Ce chérif, partisan de la France, était très hostile à Abdelkrim. Mais une grande partie des Béni Zeroual, qui refusait la domination française, avait des sympathies pour le leader rifain.
En septembre 1923, avec l’aide de son ancien rival Amar Hamidou, qui désormais combattait pour lui, Abdelkrim prit le pouvoir sur les tribus de la vallée de l’Ouergha. Pour tenter de conserver la fidélité d’Amar Hamidou, Abdelkrim le nomma pacha de l’Ouergha.
En octobre 1923, le Hajj Bekkiche se révolta à nouveau et attaqua les partisans Igzenayen d’Abdelkrim. Une rébellion de faible envergure éclata aussi chez les Aït Bouayach, au sein des Aït Ouriaghel, la confédération d’Abdelkrim.
Bekkiche affronta en novembre les hommes d’Hamidou, qui était alors au service d’Abdelkrim.
Les fractions méridionales des Igzenayen préférèrent se soumettre à la France, pour éviter de tomber sous le pouvoir d’Abdelkrim. Ces fractions se trouvaient sous la houlette du caïd pro-français Medbouh.

### La révolte des Ghomaras contre le pouvoir d’Abdelkrim
Alors qu’Abdelkrim tentait de mettre fin à ces perturbations, il se brouilla à nouveau avec son allié et ancien rival Amar Hamidou, en janvier 1924. Les raisons de la rupture sont obscures mais Abdelkrim tenta de faire arrêter Amar Hamidou. Ce dernier se révolta et avec l’aide de Bekkiche et Medbouh, décida de résister à Abdelkrim. Ce retournement de situation obligea Abdelkrim à retirer des troupes du front oriental afin de neutraliser le danger que posait Amar Hamidou. La tête d’Amar Hamidou fut mise à prix, la récompense s’élevant à 15 000 pesetas. Bekkiche, craignant les représailles d’Abdelkrim, fit de nouveau sa soumission le 26 janvier 1924. Plusieurs milliers de combattants rifains traquèrent Amar Hamidou, qui réussit à se réfugier derrière les lignes françaises, à la fin du mois de janvier. Les combattants rifains exercèrent de dures représailles sur Marnissa, la tribu d’Amar Hamidou. Le 10 février, Abdelkrim déclara qu’Amar Hamidou était mort, ce qui était faux.
En mars 1924, ayant neutralisé le danger d’Hamidou, Abdelkrim se tourna de nouveau vers la vallée de l’Ouergha et les Béni Zeroual. Certaines tribus de l’Ouergha, partisanes du chérif Derkaoui, ennemi d’Abdelkrim, tentèrent de freiner l’avancée des troupes rifaines.
En avril, les troupes d’Abdelkrim affrontèrent celles du chérif Derkaoui. Les combats se poursuivirent en mai. Les troupes d’Abdelkrim, mises à mal, se retirèrent en direction de Targuist. Le chérif Derkaoui représentait un défi majeur pour Abdelkrim. Abdelkrim, qui était influencé par l’idéologie salafiste et qui méprisait le culte maraboutique d’inspiration soufie, voyait d’un mauvais œil l’influence des confréries religieuses. Il les jugeait rétrogrades et hérétiques ainsi que coupables de sympathie envers le système colonial. Cette antipathie envers les confréries religieuses exacerbait les tensions avec le chérif Derkaoui, qui jouissait dans le Rif d’un certain prestige et menaçait l’autorité d’Abdelkrim,.
Le chérif Derkaoui avait d’ailleurs un allié au Rif, le chérif Boujdaïn, leader de la confrérie Nasiriya, dans la confédération des Aït Touzine. L’alliance des deux chérifs suscitait la fureur d’Abdelkrim. Les deux chérifs l’accusaient de manquer de légitimité religieuse pour prétendre au pouvoir.
La révolte du chérif Derkaoui contre Abdelkrim suscita une révolte encore plus importante chez les Ghomaras. Ces derniers, comme évoqué plus haut, supportaient mal la domination rifaine. Les taxes que les Rifains levaient sur eux et les conscriptions d’hommes pour la guerre, exaspéraient les Ghomaras. Les troupes espagnoles, positionnées à Chefchaouen, dans la vallée de l’Oued Lau et sur la côte méditerranéenne, empêchaient la circulation de biens vers le territoire des Ghomaras, plongeant la confédération berbère dans une profonde misère. Cela augmentait le désespoir des Ghomaras et leur colère envers les autorités rifaines et en particulier envers les Aït Ouriaghel, confédération d’Abdelkrim et pilier de son pouvoir.
Néanmoins, l’objectif des Rifains était de rester chez les Ghomaras afin d’attaquer les positions espagnoles. En mars 1924, les troupes d’Abdelkrim attaquèrent les Espagnols à Amtar, sur la côte méditerranéenne. Mais Abdelkrim craignait l’attitude rebelle des Ghomaras et en mai 1924, au moment où les Rifains affrontaient les combattants du chérif Derkaoui, Abdelkrim ordonna à son commandant chez les Ghomaras, le caïd rifain El-Hattach, de les désarmer. Les Ghomaras refusèrent de se plier à cette campagne de désarmement et au milieu du mois de mai 1924, ils profitèrent de la rébellion du chérif Derkaoui pour se soulever à leur tour contre Abdelkrim. Les lignes téléphoniques qui reliaient leur territoire au Rif central, bastion d’Abdelkrim, furent coupées. La révolte des Ghomaras s’étendit aux Senhajas de Sraïr, aux tribus de la côte, atteignant même le secteur de Targuist. Les Ghomaras attaquèrent les Rifains qui assiégeaient Amtar. Le Fqih Boulahya, important commandant rifain, échappa in extremis aux mains des rebelles et rejoignit Targuist. De là, il alerta Abdelkrim qui organisa la riposte.
L’armée rifaine fut envoyée mater la révolte dans le secteur de Targuist avant de se diriger vers les Ghomaras. Fin mai 1924, les soldats rifains, commandés par El-Hattach et Khériro, écrasèrent les rebelles ghomaris. La répression rifaine fut féroce, de nombreux villages furent brûlés, les biens des rebelles confisqués. Début juin, la révolte avait cessé.
M’hammed El-Khattabi, frère d’Abdelkrim, disposait de 15 000 hommes afin de contrôler les Ghomaras. Le 5 juin 1924, une trêve fut conclue entre le chérif Derkaoui et Abdelkrim.

### Premières escarmouches avec la France
À la fin de l’année 1923, l’armée française s’avança dans l’Ouergha. Les tribus de la région craignaient cette avancée et cherchèrent de l’appui du côté des Espagnols ou d’Abdelkrim. Celui-ci répugnait à provoquer les Français. Mais la France soutenait son ennemi, le chérif Derkaoui. De plus, ailleurs au Maroc, les tribus marocaines qui résistaient à la France, comme la confédération berbère des Aït Ouaraïn du Moyen Atlas, réclamaient l’aide d’Abdelkrim, comme en témoigne une lettre envoyée par les chefs des Aït Ouaraïn à Abdelkrim, datée du 11 avril 1924.
Abdelkrim convoqua, en juin 1924, plusieurs réunions avec ses principaux commandants afin de discuter du danger français. Il craignait que le Rif n’entre, tôt ou tard, en guerre avec la France et il dénonça les agissements du chérif Derkaoui, qui collaborait avec elle. Début juin 1924, la France occupa Aïn Mediouna, au sud du Rif. L’objectif de la France était de prendre le contrôle des Béni Zeroual et de la partie du Rif qui, selon l’accord du protectorat, faisait partie de sa zone.
Les troupes rifaines affrontèrent l’armée française lors d’escarmouches, au cours du mois de juin 1924, dans le secteur des Senhajas Gheddou. Le 20 juin 1924, des combats opposèrent les troupes d’Abdelkrim à l’armée française chez les Marnissa. L’avancée française fut interrompue et les combattants d’Abdelkrim gagnèrent en prestige auprès des populations locales, pour leur courage et leur ténacité. Les escarmouches se poursuivirent en juillet et en août, notamment chez les Houaras, entre Taza et Guercif.
Mais Abdelkrim ne voulait pas engager l’armée française pour l’instant car il prévoyait une offensive dans la région de Chefchaouen. C’est pourquoi il donna l’ordre de cesser les attaques sur les positions françaises.

### La retraite espagnole de Chefchaouen
En juillet 1924, Primo de Rivera voulait se retirer de la région des Jbalas. Son idée était de se retirer derrière une ligne allant de Tétouan au Gharb, afin de réorganiser l’armée espagnole en vue de reprendre le terrain abandonné. Primo, selon certaines sources, aurait même voulu abandonner tout le Maroc, mais la pression des officiers partisans de la colonisation et de l’Angleterre, qui craignait que la France ne se rapprocha du détroit de Gibraltar, l’obligeait à maintenir l’Espagne au Maroc.
Au cours du mois de juillet, les Rifains et les Ghomaras lancèrent des attaques sur les positions espagnoles de la vallée de l’Oued Lau, entre Chefchaouen et la Méditerranée, sous la conduite de M’hamed El-Khattabi et d’El-Hattach. Khériro attaqua la route entre Chefchaouen et Tétouan.

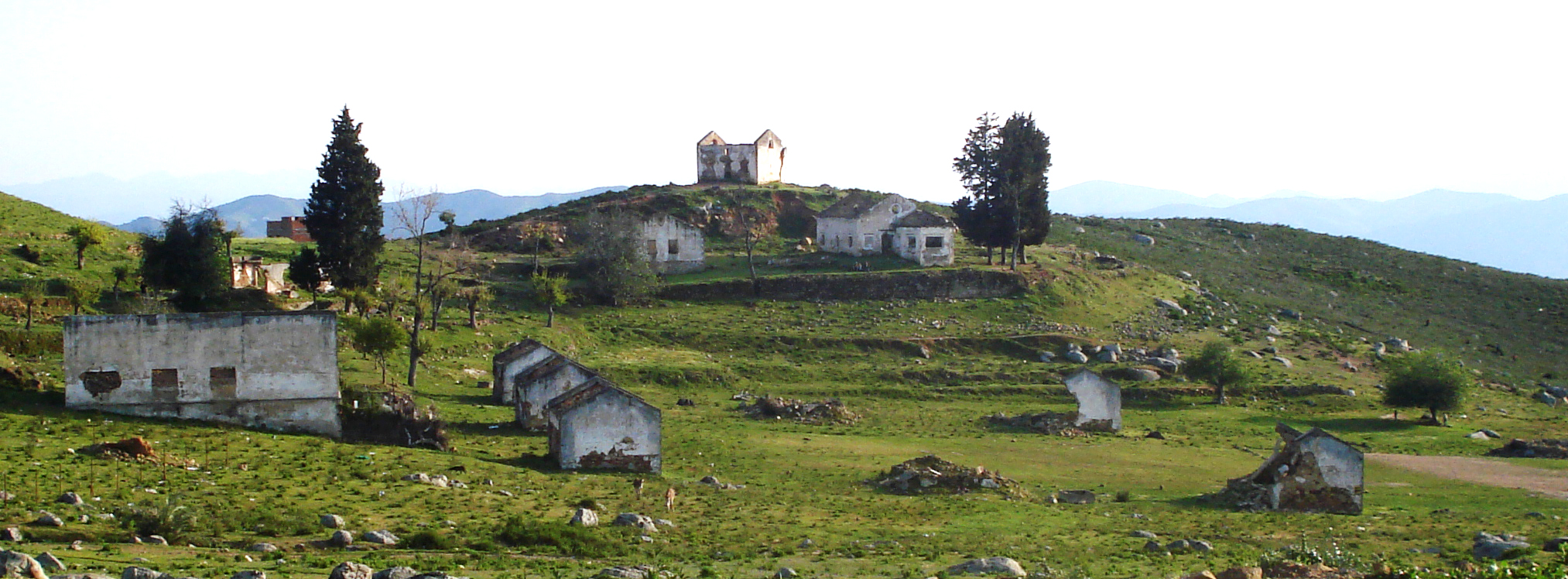
Ruines d’un camp fortifié espagnol près de Chefchaouen.

Les attaques se poursuivirent en août avec l’arrivée de renforts du Rif central. Les attaques contre l’Espagne s’étendirent à toute la région des Jbalas. Les communications entre Tétouan, capitale du protectorat espagnol et Chefchaouen, devenaient de plus en plus difficiles.
Dans le Rif oriental, Abdelmalik, petit-fils d’Abdelkader, fut tué le 7 août 1924 par les Rifains, près de Midar. À la fin du mois d’août, toute la région des Jbalas était en ébullition. Des groupes armés jeblis menaçaient même le secteur de Larache.
Le chérif Al Hadaoui des Bni Masaouar, autorité religieuse importante, rejoignit les rangs d’Abdelkrim. Les tribus Jbalas des Béni Hassan, Béni Arous et Béni Idir se joignirent aussi à l’insurrection, en attaquant les positions espagnoles au sud de Tétouan. Pour l’armée espagnole, l’heure de la retraite avait sonné.
Début septembre 1924, le plan d’évacuation de la région des Jbalas fut mis à exécution. Le 8 septembre, Amtar et les postes de la vallée de l’Oued Lau furent évacués. Tous les soldats espagnols se retirèrent en direction de Chefchaouen où s’entassèrent environ 3 000 soldats. Environ 7 000 restaient bloqués dans les forts autour de la ville.
À Tétouan, des forces espagnoles se rassemblèrent sous les ordres de Primo de Rivera afin de secourir les soldats bloqués à Chefchaouen. M’hamed El-Khattabi, qui dirigeait les opérations rifaines, installa son quartier général à Talambot, dans la vallée de l’Oued Lau.
Les Rifains prirent contact avec Raïsouli, qu’ils essayèrent de convaincre de les rejoindre. Le vieux chef de guerre, malade et affaibli, réfugié dans sa base de Tazrout, fit la sourde oreille. La relation avec Abdelkrim s’envenima. Raïsouli refusa aussi de se retirer avec les forces espagnoles en direction de Tétouan comme le lui proposa le commandement militaire espagnol.
Le 19 septembre, les généraux espagnols Girona et Berenguer sécurisèrent les montagnes au sud de Tétouan afin de couvrir l’avancée de l’armée en direction de Chefchaouen. Une colonne espagnole qui tenta de rejoindre Chefchaouen à partir de Larache, fut bloquée par les combattants Béni Arous et dû opérer un demi-tour.
La route allant de Tétouan à Chefchaouen traverse la vallée des Béni Hassan. 40 000 soldats espagnols, répartis en trois colonnes, traversèrent la vallée. L’avancée vers Chefchaouen se déroula sans encombre, hormis les tirs sporadiques des snipers rifains. Primo de Rivera échappa de justesse à un tir ennemi près de Dar ben Karrich,.
Le 30 septembre 1924, le général Serrano entra dans Chefchaouen, suivi des généraux Girona et Oliva. Les postes espagnols autour de Chefchaouen furent délivrés. On échangea souvent des fusils avec les Rifains pour obtenir le droit d’évacuer les soldats espagnols coincés. Certaines garnisons se rendirent comme celle de Dar Ben Karrich, le 11 octobre 1924, chez les Béni Idir. 400 soldats espagnols se rendirent et furent autorisés à rejoindre Chefchaouen, en laissant aux Marocains 1 000 fusils,.
En octobre 1924, la tribu des Anjra se rebella aussi contre l’Espagne. Cette tribu occupe un territoire situé entre Ceuta et Tétouan et elle menaçait les communications entre les deux villes. En cet automne 1924, la saison des pluies débuta dans la région des Jbalas, rendant les routes boueuses et impraticables, accentuant les difficultés de l’armée espagnole. De plus, l’évacuation de territoires conquis au prix de pertes importantes plongea les officiers espagnols, partisans de la colonisation, dans une profonde tristesse. Certains, comme le lieutenant-colonel Franco et le général Queipo de Llano, pensaient organiser un coup d’État contre Primo,.
Le 15 novembre 1924, l’armée espagnole débuta l’évacuation de la ville de Chefcahouen. Le 18 novembre, le général Girona avait atteint Souk El-Arba, à mi-chemin entre Tétouan et Chefchaouen. Franco quitta Chefchaouen en dernier, le 17 novembre, avec ses légionnaires. Il laissa derrière lui des mannequins sur les murailles de la ville, afin de tromper la vigilance des sentinelles rifaines,.
Les Rifains entrèrent dans Chefchaouen en libérateurs, têtes et pieds nus, en signe d’humilité envers cette ville considérée comme sainte par les populations du nord du Maroc en raison de ses nombreuses mosquées.
Le 19 novembre 1924, de violents orages frappèrent la région des Jbalas. Environ 7 000 combattants rifains et jbalas, sous la conduite de M’hamed El-Khattabi et Khériro, s’attaquèrent aux 40 000 soldats espagnols éparpillés dans la vallée des Béni Hassan et pataugeant dans la boue,. À Chérouta, les Espagnols perdirent 1 000 hommes et le général Serrano fut tué par un tir ennemi. Les Espagnols furent attaqués de toutes les directions à Dar Akoba. L’armée espagnole se regroupa à Souk El-Arba et pendant trois semaines, attaquée de tous les côtés par les Marocains, elle attendait que les pluies cessent afin de reprendre la route vers Tétouan. Les attaques marocaines se poursuivirent nuits et jours, faisant quotidiennement des centaines de morts dans les rangs espagnols. La crainte d’un nouveau désastre d’Anoual s’installa.
À Oued Nakhla, 14 soldats espagnols furent encerclés dans leurs véhicules par les Rifains. Après un combat de trois jours, les Rifains permirent aux six survivants de se rendre. On raconte que les Rifains rendirent hommage au courage des six survivants espagnols et Abdelkrim les aurait mis en tête de la liste des prisonniers espagnols à libérer en cas d’échange. Mais ce fut un traitement spécial car en règle générale, les blessés espagnols étaient achevés. Un officier espagnol déclara : « Nous faisions la guerre contre des ombres. Nous perdions 30 hommes pour chaque ennemi tué ». L’aviation espagnole tenta de dégager les troupes coincées dans la vallée des Béni Hassan. Le 12 décembre, les Anjra prirent la ville de Ksar-Esghir,.
Le 13 décembre, les premières troupes espagnoles atteignirent Tétouan, presque un mois après le départ de Chefchaouen. Les Rifains poursuivirent les soldats espagnols jusqu’aux faubourgs de la ville. Le dernier à atteindre Tétouan fut Franco avec sa Légion. Il perdit 500 hommes au dernier jour de l’opération,.
Le 14 décembre, M’hamed El-Khattabi entra dans Chefchaouen et prononça un discours où il félicita les « bons musulmans qui étaient prêts à se battre pour l’indépendance ». Peu de temps après, M’hamed quitta la ville sous les ordres de son frère, afin d’éviter les bombardements aériens.
Le bilan de la « retirada » de Chefchaouen était lourd pour l’Espagne. On évalue les pertes espagnoles à environ 800 officiers et 17 000 hommes. L’armée n’avoua jamais le chiffre exact des pertes. Néanmoins l’armée espagnole avait éviter un nouveau désastre car malgré les pertes importantes, les officiers réussirent à maintenir l’ordre dans leurs rangs,. Mais la prise de Chefchaouen et la retraite espagnole représentaient, pour la République rifaine d’Abdelkrim, une victoire prestigieuse,.
La prise de Chefchaouen par les Rifains avait suscité dans tout le Rif, et plus largement dans tout le Maroc, en particulier dans les zones insoumises du Protectorat, un certain enthousiasme. Les insurgés marocains gardaient l’espoir que les puissances européennes pouvaient être battues.
En janvier 1925, Abdelkrim était à l’apogée de son pouvoir. À la tête de la République rifaine, sa position était plus celle d’un dictateur que d’un président élu démocratiquement. Mais l’impératif de la guerre l’obligeait à maintenir un commandement strict dans le Rif. Il demeurait admiré, surtout par les Rifains, pour son savoir religieux et ses succès militaires. Néanmoins, l’autoritarisme d’Abdelkrim et son favoritisme envers sa propre tribu, les Aït Ouriaghel, qui occupait la majorité des postes clés de son État, suscitait le mécontentement de nombreuses tribus du Rif.
Après sa prise de Chefchaouen, Abdelkrim fit installer dans les tribus Jbalas des caïds. Fin décembre 1924, Raïsouli avait été invité par M’hamed Al-Khattabi et Khériro à rejoindre l’État rifain mais il avait décliné l’offre.

### La révolte des Akhmas (janvier-février 1925
Les Akhmas constituent la plus importante des confédérations Jbalas. Son territoire se situe autour de la ville de Chefchaouen. Cette tribu avait fourni de nombreux combattants lors des opérations qui avaient permis la prise de Chefchaouen. Mais cette tribu voyait d’un mauvais œil la domination rifaine et en particulier celle des Aït Ouriaghel. Les Akhmas, comme tous les Jbalas, sont arabophones et la présence, sur leur territoire, des troupes rifaines les exacerbait. Elle était le symbole pour eux d’une occupation étrangère, similaire à l’occupation espagnole. Les troupes rifaines réquisitionnaient pour l’effort de guerre les fonds des habous dédiés aux mosquées, chose qui irrita les Akhmas. Début janvier 1925, des rumeurs circulaient parmi les Akhams parlant de viols commis par les soldats rifains. Lassés de la domination rifaine, les Akhmas décidèrent de rentrer en révolte contre Abdelkrim, accompagnés d’autres tribus Jbalas. Les Akhmas pouvaient compter sur le soutien moral et matériel de Raïsouli qui, depuis son camp retranché de Tazrout, les encourageait à défier Abdelkrim.
Le 13 janvier 1925, une troupe rifaine tomba dans une embuscade tendue par les Akhmas. Les corps des soldats rifains furent mutilés, leurs têtes décapitées et paradées dans les villages. Mis au courant de la révolte, M’hamed Al-Khattabi, qui était chez les Ghomaras, organisa la riposte. Le 14 janvier 1925, une troupe rifaine de 500 soldats, commandée par Khériro, se dirigea vers les Akhmas. La répression fut féroce, se traduisant par l’incendie de nombreux villages des Akhmas et des exécutions sommaires. Fin janvier 1925, la majorité des Akhmas s’était soumise à Khériro mais la répression se poursuivit en février 1925. L’incendie des villages Akhmas pouvait être aperçue depuis la ville de Ouezzane. Comme châtiment final, une amende de 250 000 pesetas fut imposée à la tribu. La prochaine cible des Rifains était Raïsouli.

### La capture de Raïsouli (février 1925)
Le 1er février 1925, des troupes rifaines se dirigèrent vers Tazrout, le fief de Raïsouli. Le 8 février, Tazrout fut attaquée par les Rifains. Très vite, ces derniers eurent le dessus et Raïsouli accepta de se rendre. Gravement malade, Il fut transporté en tant que prisonnier jusqu’au Rif où il fut incarcéré dans la prison de Tamasint, chez les Aït Ouriaghel. Sa famille fut logée à Snada, chez les Aït Itteft. Pour Abdelkrim, Raïsouli était un traître envers l’Islam et le Maroc.
Un énorme butin de guerre échoua aux mains des Rifains après la prise de Tazrout. Le butin s’élevait à 75 000 pesetas et quarante boîtes de munitions.

### La guerre avec la France (avril-juillet 1925)
Entre janvier et mars 1925, la révolte des Anjra, entre Tétouan et Ceuta, avait été matée et Ksar-Esghir (alias Alcazarseguir) réoccupé par les Espagnols,.
Le 5 avril 1925, Raïsouli mourut en détention à Tamasint. Ayant soumis ses principaux opposants au sein du Rif, l’État rifain d’Abdelkrim n’avait plus qu’un seul opposant sérieux en la personne du chérif Derkaoui des Béni Zéroual. Outre le besoin de neutraliser cet opposant, les Rifains avaient besoin de sécuriser leur mainmise sur les Béni Zéroual et toute la vallée de l’Ouergha, importante pour leur approvisionnement alimentaire. La présence française qui devenait grandissante dans cette région risquait de couper les Rifains de ce grenier à blé. De plus, la faim s’était installée, surtout dans la région des Jbalas, en raison des perturbations causées par la guerre. Entre février et mars 1925, Abdelkrim, qui prévoyait un futur conflit avec les Français, avait entrepris des travaux d’aménagements chez les Aït Ammart et les Igzenayen afin de créer une ligne défensive en prévision d’une offensive rifaine,. Cette offensive, planifiée pour avril 1925, devait permettre aux Rifains de prendre le contrôle des Béni Zeroual et d’attaquer toutes les positions françaises depuis le secteur de Ghafsaï jusqu’à Kiffan chez les Igzenayen. Cette offensive devait être menée par les principaux chefs militaires rifains,.
Le 12 avril, l’offensive rifaine de l’Ouergha commença par une attaque sur le territoire des Béni Zeroual. L’attaque fut menée par environ 4 000 combattants jbalas commandés par des cadres rifains. L’un des objectifs était de capturer le chérif Derkaoui qui réussit à s’échapper avec sa famille derrière les lignes françaises. Sa zaouïa d’Amjott fut brûlée. Le territoire des Beni Zeroual tomba aux mains de la République du Rif. Les Béni Zeroual furent encouragés à rejoindre la cause d’Abdelkrim au nom du jihad pour la libération du Maroc de l’emprise coloniale. Ce fut ensuite au tour des positions françaises chez les Béni Zeroual d’être attaquées. Les postes de Bibane et de Béni Derkoul furent assiégés. Les Rifains attaquèrent aussi Aoudour, Taounate, Tafrant, Ourtzagh, Kiffane chez les Gzenaya et Tissa,,.
Le maréchal Lyautey fut totalement pris de court par l’offensive des Rifains qu’il ne pensait pas capable de faire autant de dégâts. Il appela en renfort des troupes françaises d’Algérie pour renforcer ses propres troupes. Le général Chambrun devait organiser la riposte à partir d’Aïn Aïcha.
La contre-offensive française débuta le 27 avril 1925 et réussit à repousser les Rifains sur la ligne défensive qu’ils avaient construit. Tout au long du mois de mai, le poste de Bibane fut le théâtre de violents combats entre Marocains et Français. Le poste changea de mains plusieurs fois. Une charge à la grenade dirigée par le major Delandes, de la Légion étrangère, pour la reprise du poste, coûta 103 morts aux Français. Le poste de Béni Derkoul fut assiégé pendant deux mois. Les postes assiégés devaient être approvisionnés par voie aérienne,. À la fin de mai 1925, la France annonça qu’elle évacuait tous les postes français situait au nord de l’Ouergha ainsi que les Européens de la ville de Ouezzane. Le 5 juin 1925, Bibane tomba aux mains des Rifains. Les combats du Bibane avaient couté la vie à 400 Français et 1 000 Marocains. Le 15 juin, le lieutenant Pol Lapeyre, commandant du poste de Béni Derkoul, comprenant que le poste allait tomber aux mains des Rifains, dynamita le poste, se sacrifiant lui et ses soldats plutôt que d’être capturés vivants. L’aéroport de Aïn Médiouna fut pris et incendié par les troupes d’Abdelkrim. Dans le secteur de Taza, les tribus Branès et Tsoul rejoignirent le camp des Rifains. Les Européens de Taza furent évacués,.
Les Rifains étaient à 40 kilomètres de Fès, capitale du Maroc. C’est à ce moment-là qu’il semblerait, selon des lettres envoyées aux oulémas marocains de Fès, qu’Abdelkrim ait revendiqué le trône du Maroc, jugeant que Moulay Youssef avait trahi le Maroc et l’Islam. Mais fin juin 1925, les troupes françaises avaient stoppé l’avancée rifaine. Environ 60 000 soldats de l’armée française tenaient une ligne allant de Ouezzane à Taza. Les Rifains avaient pris 43 des 66 positions françaises le long de l’Ouergha et capturé d’importantes quantités de munitions et de matériel militaire ainsi que des milliers de prisonniers. Les raids et infiltrations rifains se poursuivaient derrière les lignes françaises. Pour Paris, le responsable de ce revers était le Maréchal Lyautey,.
Le 17 juin 1925, une conférence franco-espagnole fut organisée, à Madrid, au sujet du Maroc. Une autonomie fut proposée aux Rifains par les deux pays, “compatible avec les traités internationaux”, ainsi qu’une amnistie pour tous les combattants rifains s’ils acceptaient de se retirer de la zone française et laissait l’Espagne prendre le contrôle de la Baie d’Al-Hoceïma. Cette proposition fut rejetée par Abdelkrim qui voulait que la France reconnaisse l’indépendance du Rif. La conférence de Madrid se termina le 25 juillet 1925 avec un accord franco-espagnol pour une coopération militaire contre le Rif,.
Dans le Rif et chez les Jbalas, la mobilisation était totale et Abdelkrim semblait être à court de soldats. Les hommes des tribus centrales du Rif étaient particulièrement sollicités. Cette mobilisation totale engendrait par ailleurs des difficultés économiques en raison d’un manque de main-d’œuvre pour les tâches agricoles. Abdelkrim devait renforcer le front contre les Français sans pour autant affaiblir le front oriental contre les Espagnols. Fin juin 1925, des renforts venus du Rif central étaient envoyés sur le front de Tétouan pour les combats autour de Dar Ben Karrich. Les Rifains étaient engagés sur trois fronts.
Des signes de lassitude commençaient à apparaître chez les Rifains. Début juillet 1925, une tentative de révolte chez les Aït Ouriaghel, dans la fraction des Aït Bouayach, fut matée par Abdelkrim. Deux chefs militaires originaires de la fraction, Abdelsam n-Hajj Mouhand et Mohamed Zami, furent démis de leur fonction ainsi que Mouh Azerkane, caïd de la fraction. La mainmise d’Abdelkrim sur le gouvernement se renforça.
En juillet, Lyautey fut remplacé en tant que commandant-en-chef des forces françaises au Maroc par le général Naulin. Le maréchal Pétain fut dépêché au Maroc afin d’inspecter le front. Le 12 juillet, la forteresse médiévale d’Amergou, qui domine l’Ouergha, tomba aux mains des Rifains. 100 000 soldats arrivèrent au Maroc pour renforcer les troupes françaises déjà présentes et qui s’élevaient dorénavant à 400 000 soldats commandés par le maréchal Pétain et soixante généraux. Les forces espagnoles s’élevaient à 100 000 hommes. Les Rifains pouvaient quant à eux aligner environ 80 000 combattants,,.
En juillet et août 1925, plusieurs attaques rifaines eurent lieu sur le front oriental, sans véritable résultat. Des négociations secrètes furent engagées entre les Rifains et les deux puissances coloniales, négociations qui n’aboutirent pas à un accord. De plus, en juillet 1925, un appel du sultan Moulay Youssef, protégé de la France, demandait aux tribus de la zone française du Maroc de soutenir l’effort de guerre contre Abdelkrim. En juillet, Taza fut sauvegardée par l’effort des troupes françaises dirigées par le capitaine de Bournazel. Ce dernier réussit à faire revenir les Tsoul et les Branès dans le giron de la France. En août, le général Freydenberg sécurisa la ville de Ouezzane. Dans le secteur de Larache, les combats se poursuivaient dans la vallée du Loukos,.
À la suite de l’échec des négociations avec Abdelkrim, un plan espagnol pour un débarquement militaire à Al-Hoceïma s’imposa comme le prochain objectif. Ce plan avait germé dans l’esprit du commandement militaire espagnol dès avril 1925, en s’inspirant de la réussite du débarquement de mars à Ksar-Esghir.

### Le débarquement d’Al-Hoceima (septembre 1925)
Le plan du débarquement consistait à faire débarquer 16 300 soldats espagnols grâce à 63 navires en plus de 33 navires militaires espagnols et 8 navires militaires français. Plus de 100 avions devaient soutenir le débarquement en bombardant les positions rifaines.
Face à cela, les Rifains, qui devaient combattre sur plusieurs fronts, ne pouvaient aligner qu’environ 5 000 combattants.
Le 8 septembre 1925, l’opération commença. Un bombardement d’artillerie frappa toute la côte d’Al Hoceima afin d’affaiblir les défenseurs rifains. Des bombardements eurent lieu à Sidi Driss (Temsamane) et à Oued Laou pour tromper la vigilance des Rifains,. Puis les troupes espagnoles furent débarquées en masse sur la célèbre plage de Cebadilla, dont le nom rifain est « Tahjarout ».
Les Rifains s’attendaient à un débarquement, mais comme la côte rifaine est longue, ils ne savaient pas où les Espagnols allaient frapper précisément. C’est pourquoi les Espagnols ont pu débarquer sur la plage avec une relative facilité. Au 10 septembre 1925, 9 000 soldats espagnols avaient débarqué.

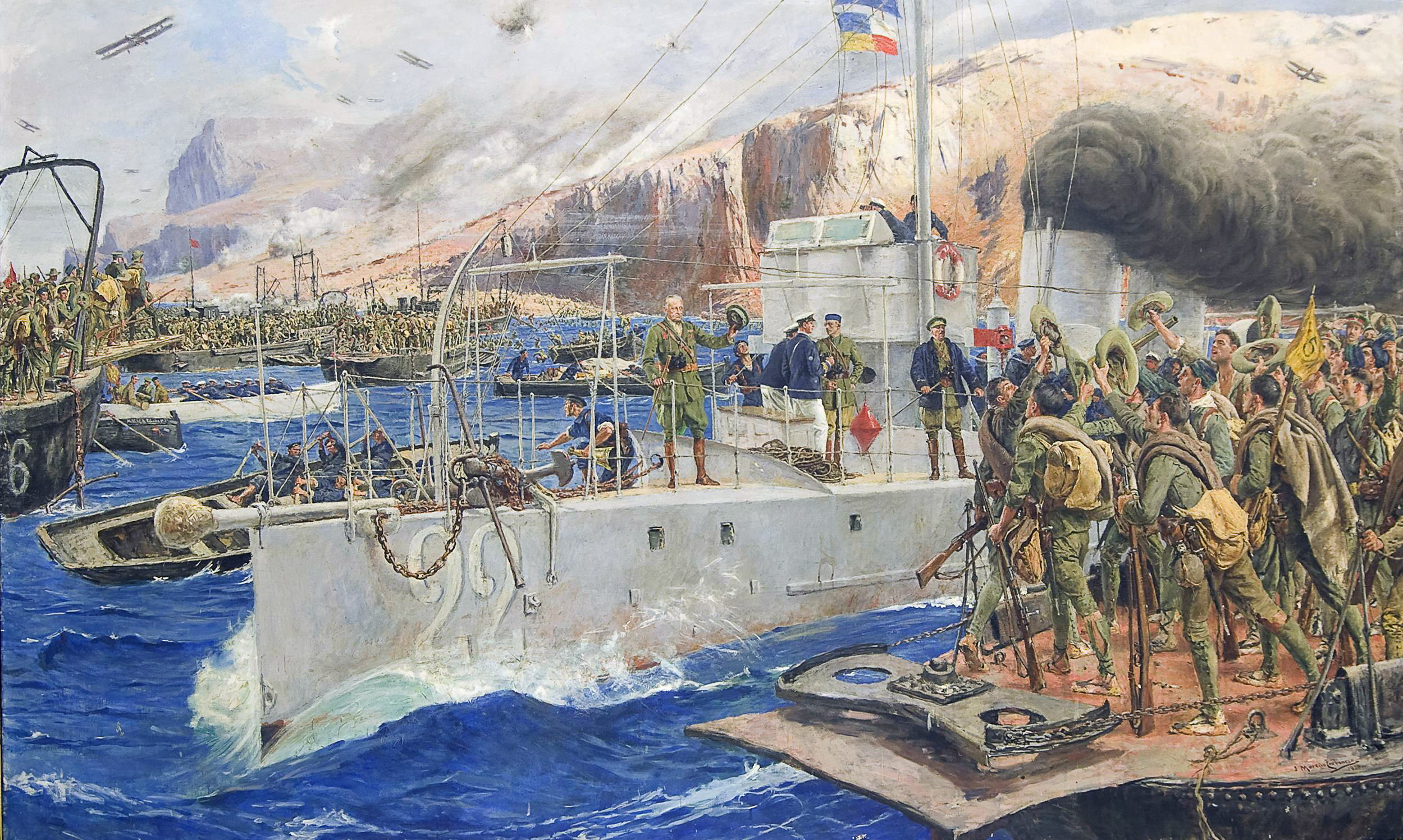
Le Débarquement d’Al Hoceïma, tableau de José Moreno Carbonero figurant des soldats espagnols en liesse. Noter la présence de Primo de Rivera rendant depuis le vaisseau no 22 le salut militaire à ses troupes.

Mais le terrain derrière la plage était montagneux, et pour avancer plus loin, il fallait combattre les Rifains retranchés dans les ravins et les collines. Des troupes rifaines furent envoyées en urgence sur le front pour bloquer l’invasion espagnole,.
La résistance rifaine fut féroce. Les Rifains lancèrent de nombreuses contre-attaques, qui furent toutes repoussées, avec de lourdes pertes. Ils se battaient avec l’ardeur du désespoir, certains étaient même munis de Coran, afin d’augmenter leur détermination. Dans les grottes, les ravins, les combats se déroulaient au corps à corps, à la baïonnette. Les derniers défenseurs rifains du mont Malmousi durent être achevés à coups de poignard par les soldats espagnols car ils continuaient de tirer même en étant blessés. Des unités de “volontaires de la mort” rifains se jetaient derrière les lignes ennemies.
Ce n’est que le 23 septembre que le général Goded pu prendre la plage de Quémada (en espagnol Cala Quemada). Franco et ses hommes avaient réussi à prendre le Mont Malmousi, après des combats acharnés qui leur coûtèrent 700 pertes. Les troupes espagnoles dans le secteur d’Al-Hoceïma s’élevait à ce moment à 12 000 hommes.
Le 2 octobre, les troupes espagnoles entrèrent dans Ajdir, capitale d’Abdelkrim, où de nombreuses maisons furent incendiées. Des centaines de rifains capturés étaient exécutés sommairement par les troupes espagnoles. Abdelkrim se retira avec son gouvernement au cœur du territoire ouriaghel, à Tamasint.
Pendant ce temps, le 10 septembre 1925, les troupes du Maréchal Pétain avaient lancé une offensive sur tout le Rif à partir du Sud.

### Offensive française dans le sud du Rif (automne 1925)
Le 10 septembre 1925, alors que les troupes espagnoles étaient engagées dans le débarquement d’Al-Hoceïma, les troupes françaises lancèrent une offensive sur le Rif. Cette offensive débuta par une attaque dans le secteur de l’Ouergha et une autre sur Kiffane. L’avance fut très rapide. En deux jours, le territoire des Béni Zeroual fut capturé, y compris Amjott, l’ancien fief du chérif Derkaoui. Le 16 septembre, le poste de Bibane fut repris aux Rifains. Début octobre, les troupes françaises étaient positionnées sur la frontière sud des Metalsa. Le 4 octobre, une attaque débuta en direction des Senhajas de Sraïr. Le 6 octobre, les troupes françaises et espagnoles avaient opéré une jonction près des Ouled Boubker chez les Metalsa. Le 7 octobre, le col du Nador chez les Igzenayen tomba aux mains des Français, ainsi que le village d’Aïn Zohra chez les Metalsa. Le 13 octobre, les opérations françaises firent une halte en raison de l’hiver qui approchait. De nombreux clans des Igzenayen commencèrent à se soumettre aux Français,.
Bekkiche mourut en octobre 1925. Les circonstances sont troubles, certaines parlant d’un empoisonnement ordonné par Abdelkrim, d’autres d’un bombardement français,.
Le Rif se retrouvait ainsi complètement encerclé avec le débarquement espagnol dans la Baie d’Al-Hoceima et l’offensive française dans le Rif méridional. Le débarquement d’Al-Hoceima, porta un rude coup au moral des Rifains même si les autorités rifaines firent de leur mieux pour empêcher la nouvelle de se répandre au sein de la population. En raison du blocus des troupes européennes, une disette sévère se déclara dans le Rif. Les bombardements, notamment toxiques, étaient constants.
Amar Hamidou, l’ancien caïd de Marnissa, fit son retour sur le front, du côté français, responsable des troupes irrégulières marocaines. Il encouragea les tribus du Sud du Rif à se soumettre. Tout au long des mois de novembre 1925 et décembre 1925, de nombreuses tribus du Rif méridional et des Jbalas se soumirent aux troupes françaises.
À ce moment du conflit, les Espagnols avaient 98 000 soldats engagés dans le Nord du Maroc. En février 1926, Espagnols et Français se mirent d’accord pour mettre en place un plan conjoint d’attaque. Les Français attaqueraient le 15 avril au sud, suivis par une offensive espagnole au nord et sur le front oriental.
Des négociations entre Rifains et Européens en mars 1926 ouvrirent la voie vers une conférence pour tenter de trouver une solution pacifique au conflit. Cette conférence fut prévue pour le 15 avril, à Oujda. Un cessez-le-feu fut proclamé sur tous les fronts. Les Européens estimaient que les Rifains étaient coincés et que leur défaite était une question de temps. Mais l’opinion publique internationale demandait qu’une chance soit donnée aux Rifains qui se battaient si vaillamment pour leur liberté. Les puissances coloniales décidèrent donc de procéder à des négociations afin de calmer les critiques qui s’élevaient contre elles dans le monde,,.

### La conférence d’Oujda (avril-mai 1926)
Les délégués rifains envoyés à Oujda furent Azerkane, ministre des Affaires étrangères d’Abdelkrim, Si Ahmed Chiddi et Haddou Lakhal. Les délégués arrivèrent à Taourirt puis furent dirigés vers le camp Berteaux. Le 10 avril 1926, les négociations faillirent être interrompues avant même d’avoir commencé car les Européens réclamaient la libération de tous les prisonniers détenus par les Rifains pour pouvoir débuter la conférence. Informé, Abdelkrim refusa le 20 avril 1926. Le 27 avril, la conférence débuta après l’abandon de la demande de libération par les Européens. Les négociations portaient sur le désarmement des tribus rifaines et une possibilité d’autonomie sous l’autorité nominale du Sultan marocain et en reconnaissance de tous les traités internationaux qui impliquaient alors le Maroc. Le 1er mai 1926, les pourparlers furent interrompus en raison d’une nouvelle demande de libération des prisonniers européens. Les Rifains étaient prêts à libérer les femmes, les enfants et les malades mais pas les hommes. Devant l’intransigeance des Européens, les délégués rifains retournèrent au Rif le 6 mai 1926. La conférence d’Oujda avait échoué,,.

### L’offensive finale sur le Rif central (mai 1926)
Durant les mois de mars et avril 1926, les forces d’Abdelkrim s’étaient amenuisées. Abdelkrim ne pouvait compter bientôt que sur l’appui des Aït Ouriaghel, sa confédération et quelques factions des tribus centrales du Rif. Certains caïds militaires des Aït Ouriaghel projetaient de se rebeller contre lui. Sa situation devenait de plus en plus précaire. Profitant de la trêve mise en place pour la conférence d’Oujda, il renforça les lignes de front à Afrau, Midar et Azlaf. Abdelkrim disposait d’environ 12 000 hommes pour défendre le Rif central. Son contrôle sur l’Ouest du massif rifain, à savoir la région des Jbalas, s’affaiblissait considérablement en raison du rappel des troupes rifaines pour la défense du Rif central.
Le 8 mai 1926, deux jours après la fin officielle de la conférence d’Oujda, les armées franco-espagnoles lancèrent leur offensive finale sur le Rif. 80 000 hommes de troupe français attaquèrent le Rif central par le sud et 43 000 troupes espagnoles attaquèrent les positions rifaines à partir d’Ajdir, l’ancienne capitale et sur le front oriental. Une armada de 150 avions appuya l’offensive.
Sur le front d’Ajdir, la défense rifaine, composée de tranchées, offrit une dure résistance mais les Espagnols prirent le contrôle d’Azghar le premier jour après avoir perdu 629 soldats. Du 8 au 10 mai, une bataille s’engagea à Aït Hichem, au nord des Aït Ouriaghel. Les Espagnols perdirent 76 officiers et 1 200 hommes mais ils remportèrent cette bataille qui brisa la résistance des Aït Ouriaghel qui perdirent environ 1 000 hommes. Dans la vallée du Nekor, les combats étaient rudes,.
Sur le front de Midar, l’avancée espagnole, soutenue par des chars, fut facile jusqu’au marché d’Azlaf où les Rifains, commandés par Idris Mimoun Khoja, résistèrent férocement. Les Espagnols perdirent 86 hommes le 9 mai 1926.
Le 15 mai, les Espagnols avaient atteint Tamasint, chez les Aït Ouriaghel. Les Aït Saïd insoumis rendirent les armes le même jour devant l’avancée espagnole. Les clans orientaux des Temsamane firent de même. Anoual fut reprise par les Espagnols le 18 mai.
Sur le front méridional, les troupes françaises s’emparent le 11 mai du Djebel Izekrithen chez les Igzenayen après un rude combat. Elles avaient pris les territoires des Béni Zeroual, Jaïa, M’tioua et Béni Ouriaguel le 17 mai. Le 19 mai, elles étaient entrées sur le territoire des Aït Ammart et le 23 mai 1926, après une contre-attaque nocturne des Aït Arous, les troupes françaises avaient pris le contrôle de tout le Jebel Hamam, massif des Ouriaghel et opéraient une jonction avec les forces espagnoles à Arbia Taourirt,.
Pour alléger la pression sur le Rif central, Khériro, le chef jebli et Ahmed Boudra, lancèrent un assaut avec 1 000 soldats jbalas et ghomaras près de Tétouan. Cet assaut fut repoussé par les troupes espagnoles.

### La reddition d’Abdelkrim (juin 1926)
Le 23 mai, les troupes irrégulières du caïd pro-français Amar Hamidou lancèrent un raid sur Targuist, point stratégique qui relie le Rif central au Rif occidental. Targuist fut prise, coupant ainsi la possibilité pour Abdelkrim de rejoindre les Jbalas pour continuer la lutte. Les Aït Itteft, les Beni Gmil et les Beni Boufrah se soumirent aux Français. Le 25 mai, Abdelkrim se réfugia à la zaouïa de Snada. Le 26 mai, il accepta de libérer les derniers prisonniers européens et de se rendre aux autorités françaises commandées par le colonel Corap, à Targuist. C’était la fin officielle de la République du Rif,,.

### Les dernières opérations de la guerre (juin 1926-juillet 1927)
Le 28 mai 1926, les troupes espagnoles prirent le contrôle du territoire Ibqouyen. Le 29 mai, une troupe espagnole tomba dans une embuscade à Thisar, au cœur du territoire des Aït Ouriaghel. Le combat dura toute la journée, causant plus de 200 tués dans les rangs espagnols. Ce fut le dernier baroud d’honneur des Aït Ouriaghel. Avec la défaite des Aït Ouriaghel et l’occupation de tout le Rif central, les combats se poursuivirent chez les Jbalas et les Senhajas de Sraïr. Plusieurs tribus Jbalas profitèrent de la débâcle du Rif pour se venger des caïds rifains et imposés par Abdelkrim. Des chefs rifains furent exécutés par les Akhmas et les Ghomaras,.
Le 12 juin 1926, le lieutenant-colonel espagnol Capaz lança un raid en direction des Ghomaras, à partir des Ibqouyen. Il obtint la soumission des Mestassa, M’tioua et finalement des Ghomaras, le 10 juillet 1926. Le 10 août, après avoir capturé la région d'Oued Laou, Capaz entra dans Chefchaouen,.
En juin 1926, des opérations franco-espagnoles prennent le contrôle de la vallée du Loukos.

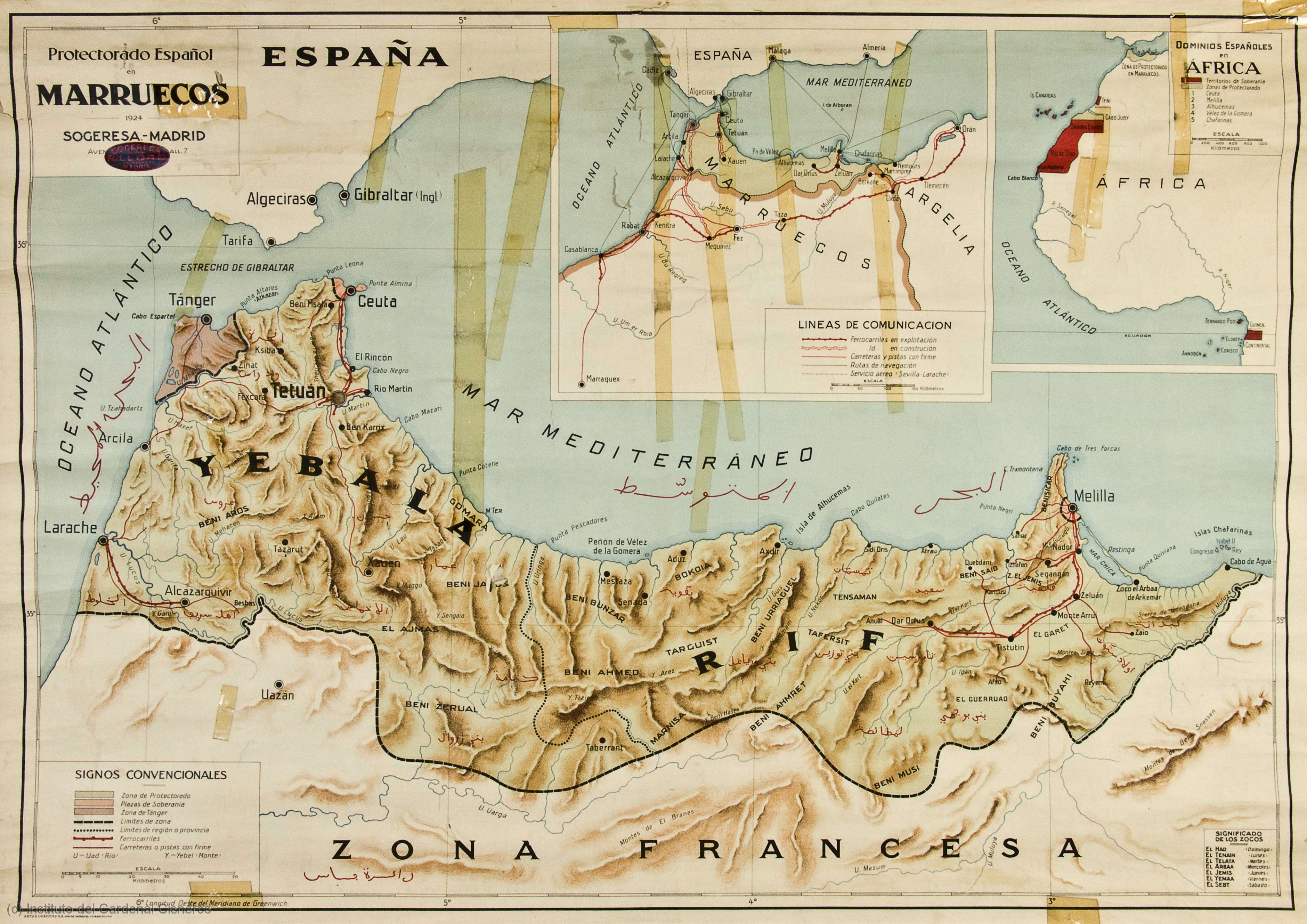
Carte de 1924 représentant le Protectorat espagnol au Maroc et d’autres possessions espagnoles en Afrique.

Le cœur du massif rifain, le territoire des Senhajas de Sraïr, est le plus boisé et le plus élevé du Rif. Dans cette région, les derniers groupes rebelles se formèrent afin de continuer la résistance. Ils étaient dirigés par Sliten, membre de la famille maraboutique des Khamlichis, les frères Temsamani et Mohand Azdad, un caïd militaire ouriaghel. Des colonnes espagnoles s’organisèrent à Targuist et Chefchaouen afin de soumettre les Senhajas de Sraïr,.
En octobre 1926, 55 des 66 tribus du Maroc espagnol s’étaient soumises mais des poches de résistance subsistaient chez les Béni Arous, Béni Idir et Akhmas (Jbalas),. Ahmed Khériro (alias Heriro) fut tué lors d’une fusillade le 3 novembre 1926 chez les Béni Idir. L’hiver 1926 commença et avec lui, le calme s’installe dans la zone. Mais le 26 mars 1927, le poste espagnol de Taghzout, au cœur des Senhaja de Sraïr, fut attaqué par les hommes de Sliten et Mohand Azdad. La garnison du poste fut massacrée. Une colonne espagnole commandée par le capitaine Luis Ostáriz Ferrándiz se porta sur Taghzout depuis Targuist mais elle tomba dans une embuscade tendue par les Marocains près du village d’Admam. Ostariz fut tué avec plus de 300 hommes,.
En représailles, des colonnes espagnoles dirigées par les colonels Pozas et Mola foncèrent vers les forêts de cèdres des Senhajas de Sraïr afin de déloger les derniers rebelles. Mais une tempête de neige obligea les Espagnols à stopper les opérations le 11 avril 1927. Profitant de cette ultime accalmie, Sliten se réfugia en zone française afin d’échapper aux Espagnols. Les mois de mai et juin 1927 furent consacrés à la traque des derniers maquisards marocains. Mohand Azdad fut tué le 22 mai dans une fusillade à Sidi Miskine.
Le 10 juillet 1927, la résistance dans le Nord du Maroc avait cessé et la fin des opérations militaires fut proclamée par le général Sanjurjo.

### Intervention franco-britannique
Les Français et les Britanniques, sentant leur projet colonial menacé, interviennent aux côtés des Espagnols à partir de 1925.

#### Légion espagnole
Une guerre contre les Espagnols s’ensuit, qui doivent se retirer sur la côte. Ils n’occupent plus en 1924 que Ceuta, Melilla, Assilah et Larache. L’Espagne refuse progressivement d’exposer ses conscrits et envoie à la rescousse au Maroc surtout les Regulares et en septembre 1921, la Légion espagnole (ou Tercio), d’abord commandée par Millán-Astray puis par Franco. Ce dernier se retrouve à la tête de deux banderas puis à la tête du Tercio.
Comme commandant de la 1re Bandera, il engage le combat à Driouch en janvier 1922. Il contient les Rifains qui menaçaient Melilla. Puis, la bandera est engagée contre les positions rifaines et il enlève à la baïonnette Tizi Azza. Le 5 juin 1923, le colonel Rafael Valenzuela, qui commande le Tercio, est tué en portant secours à Tizi Azza. Francisco Franco est nommé commandant du Tercio le 8 juin 1923 et bat les rebelles d’Abdelkrim le 22 août à Tifarouine, à l’est de Melilla,.

#### Guerre chimique
À ce moment débutent les bombardements chimiques. D’après le général de l’aviation espagnole Hidalgo de Cisneros dans son autobiographie Cambio de rumbo, il est le premier à larguer, depuis son Farman F60 Goliath au cours de l’été 1924, une bombe de 100 kilogrammes de gaz moutarde, arme chimique fabriquée avec l’aide du chimiste allemand de Hambourg Hugo Stoltzenberg.

#### Intervention française
En décembre 1924, le Tercio couvre la retraite de Xauen. L’Espagne cherche à négocier un accord avec Abdelkrim, qui déclenche une insurrection générale en Yebala et en Gomara.
Abdelkrim attaque alors par surprise la zone française, ce qui entraîne immédiatement une alliance de l’Espagne avec la France. La France intervient pour secourir l’Espagne et éviter la contagion au reste du Maroc, alors sous domination française. Des postes avancés sont installés par l’armée française et provoquent donc l’affrontement avec les troupes rifaines, écrasées lors de l’offensive française vers Fès pendant l’hiver et le printemps 1925.
La France envoie en particulier plusieurs divisions de l’Armée du Rhin, soit des milliers d’hommes en renfort appuyés par quelques chars FT, une puissante aviation et de l’artillerie lourde. Au plus fort, les troupes régulières de l’Armée française (métropolitaines, Légion, armée d’Afrique, etc.) comptent 150 000 hommes. La France s’appuie également sur les supplétifs marocains, les goumiers.

Caricature de Paul Painlevé, ministre de la Guerre, par laquelle il est accusé de fabriquer de faux papiers diplomatiques lors de la guerre du Rif. 21 juin 1925, Archives nationales de France.
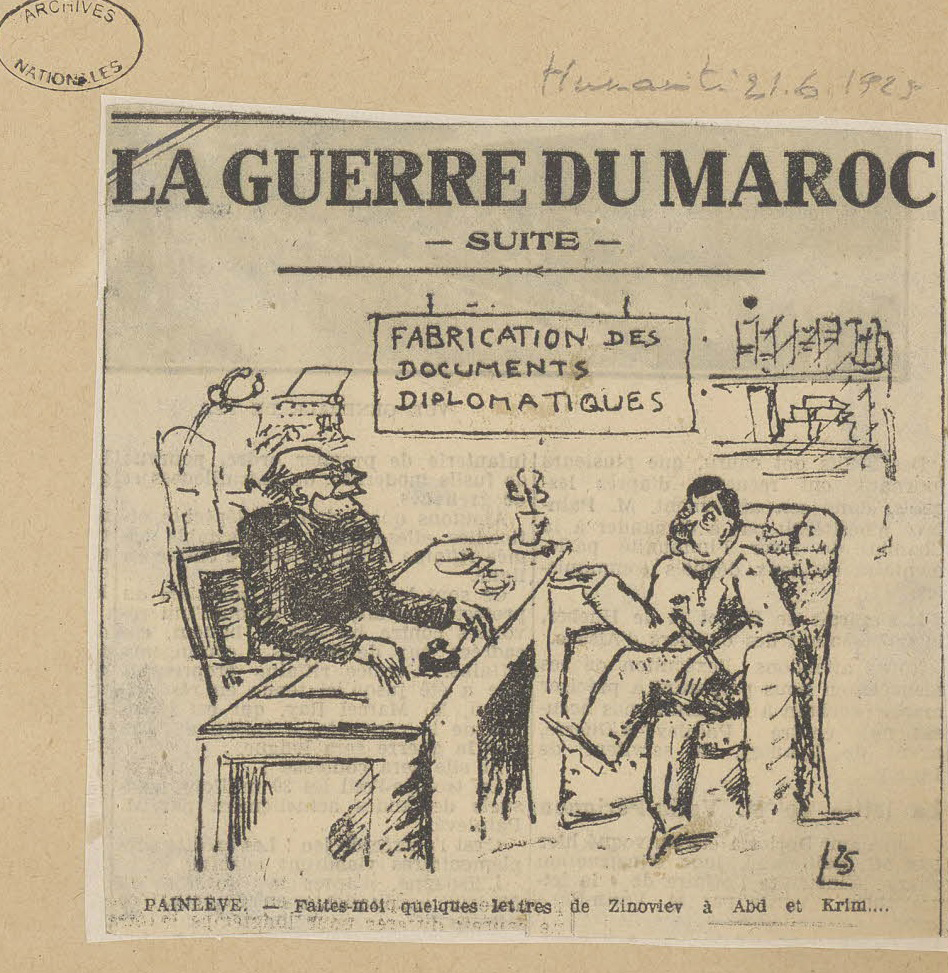
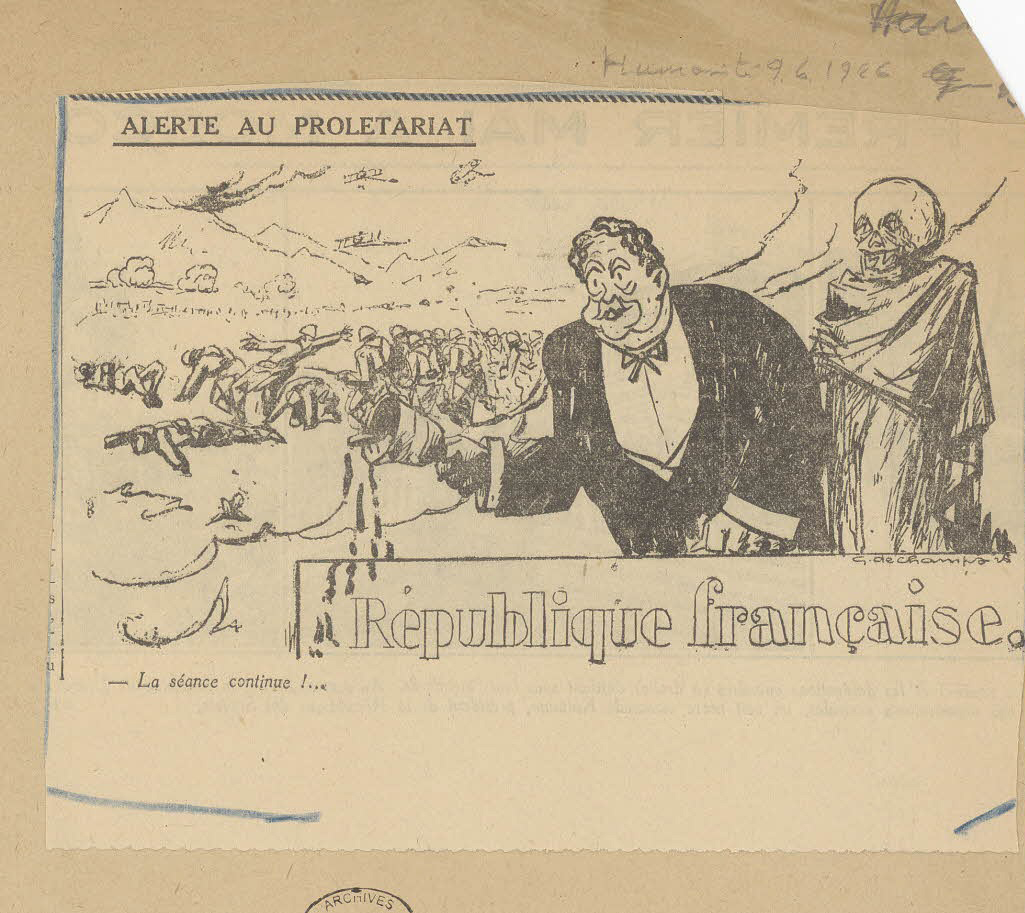

Le maréchal Lyautey, résident général au Maroc depuis 1912, écrit en 1925 : « En présence des éventualités créées par la soudaineté et la violence de l’irruption des Rifains..., il est impossible de rester dans cette situation, sous peine, je le dis nettement, de risquer de perdre le Maroc ».
Il obtient des victoires, mais, en partie à cause de la volonté de Paul Painlevé de remplacer un général considéré comme royaliste, il est remplacé par le maréchal Pétain. L’aide de camp de Pétain, Charles de Gaulle, reproche à son supérieur d’avoir accepté de succéder au résident général et rompt avec ce premier.
Presque tous les journaux français soutiennent les opérations visant à réprimer l’insurrection : « Il faut renforcer les effectifs, il faut de l’aviation, il faut intensifier notre action », affirme le Petit Journal. À gauche, L’Humanité s’y oppose cependant : « Pétain et Primo de Rivera ont préparé une liquidation aussi prompte et aussi complète que possible de l’aventure rifaine. De beaux jours en perspective pour les bouchers étoilés et les fabricants de munitions ».
La promotion 1924-1926 de l’École spéciale militaire de Saint-Cyr porte le nom de « Promotion du Rif ».

#### Abdelkrim captif

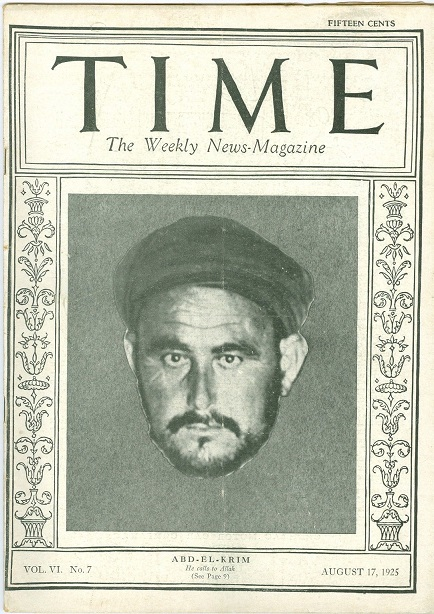
Abd el-Krim en couverture de Time le 17 août 1925.

Abdelkrim est envoyé en exil à l’île de la Réunion en 1926, d’où il s’évade vingt ans plus tard pour fuir en Égypte, où il meurt en 1963.
Des opérations de police suffisent à briser les dernières dissidences des derniers montagnards rifains résistants[réf. nécessaire].
Abdelkrim se plaignit à la Société des Nations de l’utilisation par les aviations espagnole et française de gaz moutarde sur les douars et les villages.

## Conclusion
La tactique rifaine sera employée dans des conflits ultérieurs, aspirant cette fois à servir non plus l’intérêt d’un seul mais un intérêt général commun : l’indépendance d’une nation. Alberto Bayo enseignera aux Cubains ces techniques de guérilla : Che Guevara (Cuba), Mao Zedong (Chine) et Hô Chi Minh (Vietnam) s’en inspireraient,.
Le but de cette guerre pour les forces françaises était de conserver l’influence de la France sur son protectorat marocain mais aussi de soumettre les autochtones berbères à l’autorité arabe du « Sultan » Moulay Youssef, dont le troisième fils est devenu, à l’indépendance du Maroc, le roi Mohammed V. De nombreuses opérations de l’armée française sont alors effectuées à la demande du Service des « affaires indigènes » (bureau de renseignement)[réf. nécessaire]. Par ailleurs, l’échec relatif de Lyautey en 1925 signe la fin de son influence sur le Maroc et l’émergence de Pétain, plus implacable que son prédécesseur, et celle d’un autre général, Francisco Franco.

### Filmographie
- « Opérations militaires dans le Rif marocain [muet] », sur INA, Pathé, 1er août 1925, 3 min 29.
- La Bandera, film de Julien Duvivier avec Jean Gabin (1935).
- La guerre du Rif fait partie de l’intrigue du film Légionnaire (1998).
- Rif 1921 - Une histoire oubliée, (Titre original : Rif 1921 : Una historia olvidada), de Manuel Horillo, scénario de Felipe Vega et Manuel Horillo, produit par Tarifa Digital Pictures et Maestranza Films, 77 min, 2007.
- La Guerre du Rif, documentaire de Daniel Cling diffusé par Arte, 2011.